# Hawaii
Hawaii ([haˈva͜ii], englisch [həˈwɑːiː], hawaiisch Hawaiʻi bzw. auch Mokupuni o Hawaiʻi) ist eine Inselkette und ein Bundesstaat der Vereinigten Staaten im Pazifischen Ozean, etwa 3.200 km südwestlich des amerikanischen Festlands. Als einer der beiden nicht zusammenhängenden US-Bundesstaaten (zusammen mit Alaska) ist er der einzige Staat, der nicht auf dem nordamerikanischen Festland liegt, der einzige Staat, der ein Archipel ist, und der einzige Staat in den Tropen. Hawaii ist benannt nach der größten Insel des Archipels, die inoffiziell auch Big Island heißt. Die Inselkette wurde am 7. Juli 1898 durch die Vereinigten Staaten annektiert und 1959 als State of Hawaii der 50. und damit jüngste Bundesstaat der Vereinigten Staaten. Mittlerweile wird von Seiten des Bundesstaates meist die Schreibweise State of Hawaiʻi (hawaiisch Mokuʻāina o Hawaiʻi) verwendet.
Die Inselgruppe gehört zum polynesischen Kulturraum und nicht zu Amerika. Sie bildet die nördliche Spitze des polynesischen Dreiecks und wird zu den Südseeinseln gezählt. Sie wurden früher auch Sandwich-Inseln genannt. Der Beiname des US-Bundesstaates Hawaii ist Aloha State („Aloha-Staat“).
Von den 50 US-Bundesstaaten ist Hawaii flächenmäßig der viertkleinste und bevölkerungsmäßig der elftkleinste; mit 1,4 Millionen Einwohnern rangiert es jedoch bei der Bevölkerungsdichte auf Platz 13. Zwei Drittel der Einwohner Hawaiis leben auf O'ahu, wo sich auch die Hauptstadt und größte Stadt des Bundesstaates, Honolulu, befindet. Weitere bedeutende Städte sind Hilo und Kahului. Hawaii ist einer der demografisch vielfältigsten US-Bundesstaaten, was auf seine zentrale Lage im Pazifik und eine über zwei Jahrhunderte andauernde Migration zurückzuführen ist.
Die Inselgruppe wurde ab etwa 1000 und 1200 n. Chr. von Polynesiern besiedelt und beherbergte zahlreiche unabhängige Häuptlingstümer. 1778 war der britische Entdecker James Cook der erste bekannte Nicht-Polynesier, der auf dem Archipel ankam; der frühe britische Einfluss spiegelt sich in der Staatsflagge wider, die einen Union Jack trägt. Der Zustrom europäischer und amerikanischer Entdecker, Händler und Walfänger führte zur Dezimierung der einst isolierten indigenen Gemeinschaft durch die Einschleppung von Krankheiten wie Syphilis, Tuberkulose, Pocken und Masern; die Zahl der Hawaiier (kānaka maoli) sank von 300.000 bis zu einer Million auf weniger als 40.000 im Jahr 1890. Hawaii wurde 1810 ein einheitliches, international anerkanntes Königreich und blieb unabhängig, bis amerikanische und europäische Geschäftsleute die Monarchie 1893 stürzten; dies führte 1898 zur Annexion durch die USA. Als strategisch wertvolles US-Territorium wurde Hawaii am 7. Dezember 1941 von Japan angegriffen, was ihm globale und historische Bedeutung verlieh und zum Eintritt der USA in den Zweiten Weltkrieg beitrug.
Hawaiis vielfältige Landschaften, ein ganzjährig warmes Klima und viele öffentliche Strände machen es zu einem beliebten Zielpunkt von Touristen, Surfern, Biologen und Geologen. Durch seine Lage mitten im Pazifik wirken auf Hawaii mit seiner eigenen polynesischen Kultur sowohl ostasiatische als auch nordamerikanische Einflüsse. Hawaii war in der Vergangenheit von der Plantagenwirtschaft geprägt und ist aufgrund des fruchtbaren Bodens und des einzigartigen tropischen Klimas in den USA nach wie vor ein wichtiger Agrarexporteur. Seit Mitte des 20. Jahrhunderts hat sich die Wirtschaft allmählich diversifiziert, wobei der Tourismus und die militärische Verteidigung die beiden größten Sektoren geworden sind.

## Geografie
Hawaii liegt auf der pazifischen Platte, 3686 km südwestlich der US-Westküste (Flumeville, Kalifornien). Insgesamt gehören 137 Inseln und Atolle mit einer Gesamtfläche von 16.625 km² zu Hawaii; die meisten davon sind jedoch nicht oder nicht mehr bewohnt.

### Inseln und Countys

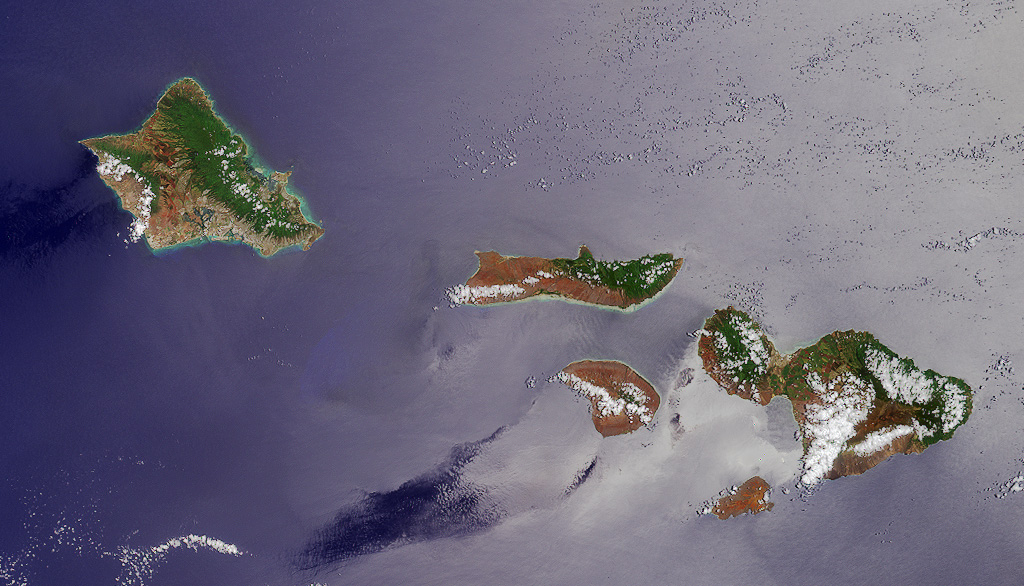
NASA-Satellitenbild einiger Hawaii-Inseln – von Westen nach Osten: Oʻahu, Molokaʻi, Lānaʻi, Maui und Kahoʻolawe

Die acht größten Inseln sind (von West nach Ost): Niʻihau, Kauaʻi, Oʻahu, Molokaʻi, Lānaʻi, Kahoʻolawe, Maui und Hawaii (Big Island).
Geografisch wird Hawaii nicht dem amerikanischen Kontinent, sondern als Teil Polynesiens der den Kontinenten gleichgestellten Inselwelt Ozeaniens zugeordnet.
Die größten Inseln werden fünf Countys zugeordnet: Hawaiʻi (Big Island) und Oʻahu stellen jeweils einen eigenen County dar; Kauaʻi und Niʻihau bilden gemeinsam einen County; ebenso zusammengefasst werden Maui, Molokaʻi, Lānaʻi und Kahoʻolawe. Eine Besonderheit ist der Kalawao County, der sich auf die Kalaupapa-Halbinsel auf Molokaʻi beschränkt. Gemessen an der Bevölkerung zählt dieser zu den kleinsten Countys der Vereinigten Staaten. Das Midway-Atoll (hawaiisch: Pihemanu) im nördlichen Hawaiirücken ist das einzige Gebiet, das zwar geografisch zu Hawaii gehört, jedoch nicht zum US-Bundesstaat Hawaii.
Liste der größten Inseln von West nach Ost:
| Lage | Bild | Insel      | Fläche     | Einwohner | County                     | Spitzname                                 |
| ---- | ---- | ---------- | ---------- | --------- | -------------------------- | ----------------------------------------- |
|      |      | Niʻihau    | 180 km²    | 160       | Kauai County               | The Forbidden Isle Die verbotene Insel    |
|      |      | Kauaʻi     | 1.431 km²  | 73.150    | Kauai County               | The Garden Isle Die Garteninsel           |
|      |      | Oʻahu      | 1.545 km²  | 1.016.508 | Honolulu County            | The Gathering Place Der Versammlungsplatz |
|      |      | Molokaʻi   | 673 km²    | 7.404     | Maui County Kalawao County | The Friendly Isle Die freundliche Insel   |
|      |      | Lānaʻi     | 364 km²    | 3.193     | Maui County                | The Pineapple Isle Die Ananasinsel        |
|      |      | Kahoʻolawe | 116 km²    | 0         | Maui County                | The Target Isle Die Zielinsel             |
|      |      | Maui       | 1.883 km²  | 117.644   | Maui County                | The Valley Isle Die Talinsel              |
|      |      | Hawaii     | 10.433 km² | 200.629   | Hawaii County              | The Big Island Die große Insel            |

### Vulkane
Die Inseln sind vulkanischen Ursprungs (vgl. Hawaii-Emperor-Kette). Die Schildvulkane der geologisch jüngsten und größten der Hawaii-Inseln, der Hauptinsel Hawaii („Big Island“), gehören zu den größten Vulkanen der Erde. Der Gipfel des inaktiven Mauna Kea befindet sich in 4205 Metern Höhe über dem Meer, wobei seine Basis, die zugleich Basis der Insel Hawaii ist, in 5400 Metern Meerestiefe liegt. Von seiner Basis bis zur Spitze misst er folglich rund 9600 Meter, weshalb er mitunter als „größter Berg der Erde“ bezeichnet wird. Der nur wenig niedrigere, aber aktive Mauna Loa gilt nach dem Pūhāhonu seinem Volumen nach als zweitgrößter Vulkan der Erde. Durch ihn ist das Gewicht der Insel Hawaii so groß, dass sie die gesamte pazifische Platte messbar deformiert.

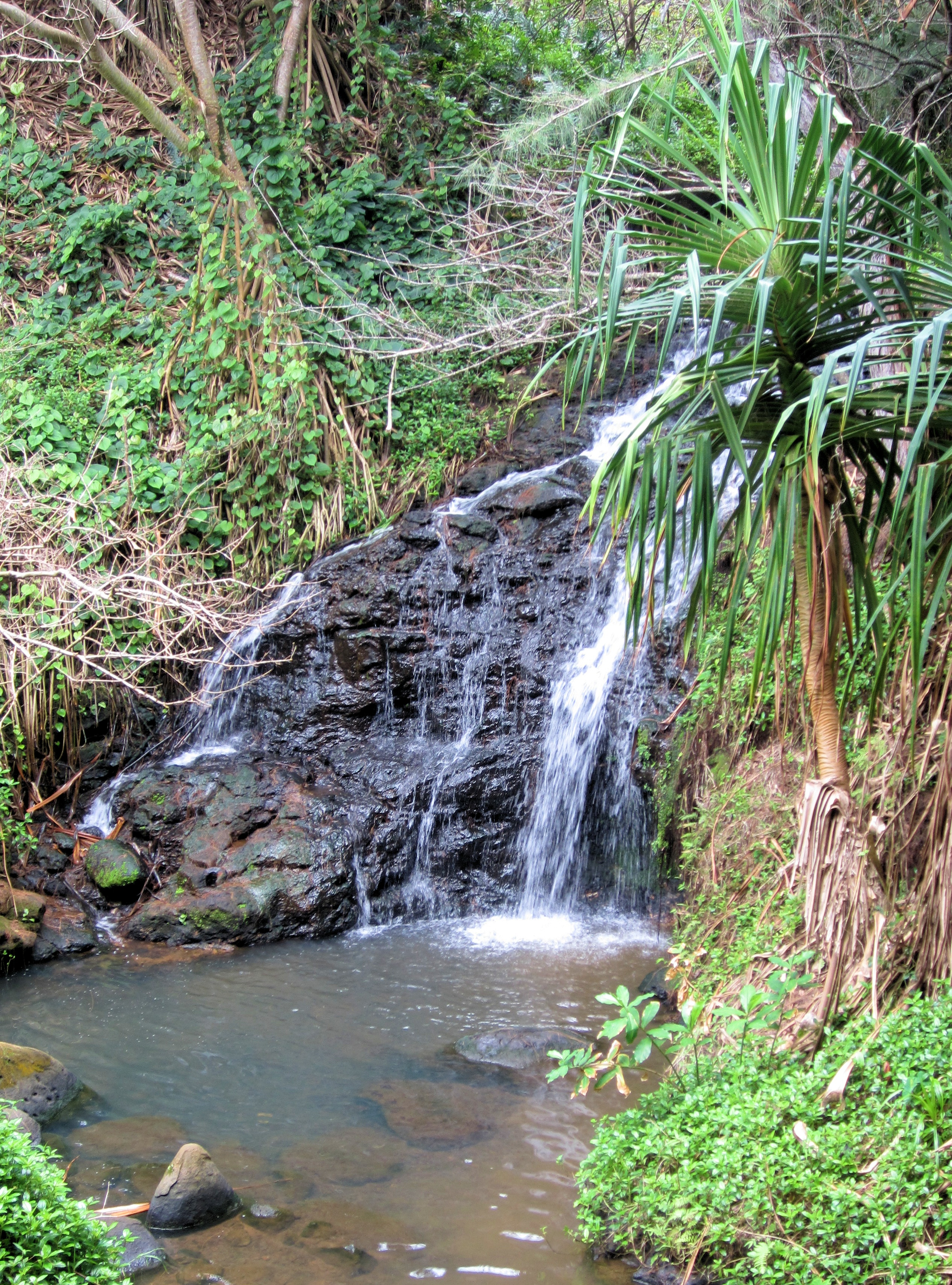
Ein kleinerer Wasserfall im Norden der Insel Kauaʻi

Auf der Insel Hawaii ist neben dem Mauna Loa der Kīlauea der zweite aktive Vulkan, dessen jüngste Eruption von 1983 bis 2018 anhielt. Immer wieder überflutet seine Lava Gebiete an der Nordostflanke des Mauna Loa, teilweise auch Straßen und Häuser. Zudem werden die Ausbrüche von teils starken Erdbeben begleitet, mit Magnituden um 7. Die in historischer Zeit ausgebrochenen Vulkane Hualālai (Hawaii) und Haleakalā (Maui) werden als noch nicht erloschen angesehen.
28 Kilometer südöstlich des Kīlauea befindet sich der unterseeische Vulkan Kama‘ehuakanaloa. Er ist der jüngste Vulkan der Hawaii-Vulkankette.

### Flüsse und Seen
Das Trinkwasser auf den Inseln wird unter anderem über artesische Brunnen gewonnen. Der längste Fluss ist der Kaukonahua auf der Insel Oʻahu. Der größte natürliche See ist der Halulu-See auf Niʻihau mit einer Fläche von 3,48 km². Besonders die Inseln Maui und Kauaʻi besitzen zahlreiche Wasserfälle. Der ʻOloʻupena Falls (900 m) und Puʻukaʻōkū Falls (840 m) auf Molokaʻi sowie der Waihīlau Falls (792 m) auf Hawaii sind die höchsten Wasserfälle der Vereinigten Staaten.

### Klima
Hawaii liegt in den äußeren nördlichen Tropen. Das Klima ist durch den vorherrschenden NO-Passat mild und ausgeglichen. Im Gegensatz zu den feuchten Luvseiten mit ihrer tropischen Vegetation bleiben die Leeseiten der Inseln relativ trocken. Ausgeprägte Jahreszeiten gibt es auf den Inseln Hawaiis nicht. In den Monaten Oktober bis März regnet es mehr als im Rest des Jahres. Auf der Insel Maui hat es im Februar 2019 erstmals bis in tiefere Lagen geschneit.
|                       | Jan  | Feb  | Mär  | Apr  | Mai  | Jun  | Jul  | Aug  | Sep  | Okt  | Nov  | Dez  |   |       |
| Mittl. Tagesmax. (°C) | 26,7 | 26,9 | 27,6 | 28,2 | 29,3 | 30,3 | 30,8 | 31,5 | 31,4 | 30,5 | 28,9 | 27,3 | ⌀ | 29,1  |
| Mittl. Tagesmin. (°C) | 18,7 | 18,6 | 19,6 | 20,4 | 21,3 | 22,3 | 23,1 | 23,4 | 23,1 | 22,4 | 21,3 | 19,4 | ⌀ | 21,1  |
|                       |      |      |      |      |      |      |      |      |      |      |      |      |   |       |
| Niederschlag (mm)     | 90,2 | 56,1 | 55,9 | 39,1 | 28,7 | 12,7 | 15,0 | 11,2 | 19,8 | 57,9 | 76,2 | 96,5 | Σ | 559,3 |
|                       |      |      |      |      |      |      |      |      |      |      |      |      |   |       |
| Sonnenstunden (h/d)   | 5    | 5    | 5    | 4    | 5    | 6    | 6    | 5    | 5    | 5    | 4    | 4    | ⌀ | 4,9   |
|                       |      |      |      |      |      |      |      |      |      |      |      |      |   |       |
| Regentage (d)         | 7,0  | 5,2  | 6,0  | 5,2  | 3,3  | 2,1  | 2,9  | 2,6  | 3,5  | 4,6  | 6,1  | 6,9  | Σ | 55,4  |
|                       |      |      |      |      |      |      |      |      |      |      |      |      |   |       |
| Wassertemperatur (°C) | 24   | 24   | 24   | 24   | 24   | 25   | 26   | 26   | 26   | 26   | 25   | 24   | ⌀ | 24,8  |

| 18,7 |

| 18,6 |

| 19,6 |

| 20,4 |

| 21,3 |

| 22,3 |

| 23,1 |

| 23,4 |

| 23,1 |

| 22,4 |

| 21,3 |

| 19,4 |

| 18,7 |

| 18,6 |

| 19,6 |

| 20,4 |

| 21,3 |

| 22,3 |

| 23,1 |

| 23,4 |

| 23,1 |

| 22,4 |

| 21,3 |

| 19,4 |

## Tier- und Pflanzenwelt

### Vor Ankunft der Menschen
Da Hawaii eine abgelegene Inselgruppe ist, gab es dort, abgesehen von der auch in Amerika verbreiteten Eisgrauen Fledermaus (Lasiurus cinereus), vor Ankunft der Menschen keine weiteren Landsäugetiere. Ebenso fehlten Landreptilien und Amphibien. Viele Arten haben sich in diverse neue Arten aufgespalten (Adaptive Radiation), weil die Inseln so schwer zu erreichen sind und dadurch viele freie ökologische Nischen existierten. Das führte dazu, dass Hawaii einen hohen Anteil an endemischen Arten hatte.
Pflanzen
Dagegen gab es Pflanzen mit ursprünglich kleinen Samen, die durch Wind, Vögel oder Fluginsekten dorthin verschleppt wurden. Interessant ist beispielsweise, dass es dort wegen des Nichtvorhandenseins pflanzenfressender Säugetiere nichtbrennende Brennnesseln und Minze ohne Pfefferminzgeschmack gab.
Weitere Pflanzen:
- Lichtnussbaum (Aleurites moluccanus)
- Hibiscadelphus
- Vulkanpalme (Brighamia insignis)
- ʻŌhiʻa lehua (Gattung Eisenhölzer) (Metrosideros polymorpha)
- Hillebrandia sandwicensis, ein Schiefblattgewächs
- Nestegis sandwicensis, ein Ölbaumgewächs
- 40 endemische Arten von Zweizähnen (Bidens); Acaena exigua zählt zu den Stachelnüsschen.

Vögel
Es gibt mehr als 70 Vogelarten. Interessant sind die Kleidervögel (Drepanididae), bei denen eine Gattung sich in mehr als sieben Arten aufgespalten hat. Moa-Nalos, Riesen-Hawaiigans (Geochen rhuax) und die Hawaiigans Nēnē-Nui (Branta hylobadistes) waren große flugunfähige Vögel, die sich von Gras und Kräutern ernährt haben. Die flugfähige Hawaiigans (Nēnē) (Branta sandvicensis) hat bis heute überlebt.
Weitere Vogelarten:
- Stelzenläufer (Himantopus himantopus)
- Hawaiikrähe (Corvus hawaiiensis)
- Hawaiiente (Anas wyvilliana)
- Hawaii-Bussard (Buteo solitarius)
- Sumpfohreule (Asio flammeus)
- Laysanente (Anas laysanensis)

Insekten und Spinnen
Es gab Fluginsekten und Insekten, die durch den Wind verschleppt wurden. Auf der Inselgruppe Hawaii sind aus einer Fruchtfliegenart (gemeint sind Taufliegen (Drosophilidae)) rund 1000 Arten entstanden, die sich äußerlich erheblich unterscheiden. Einige galten lange als ausgestorben, so etwa Drosophila lanaiensis und Drosophila ochrobasis.
Weitere Insekten:
- Hyposmocoma molluscivora
- unpigmentierte, oft blinde, permanent unterirdisch lebende Arten der Glasflügelzikaden
- Monarchfalter (Danaus plexippus)

Daneben gibt es einige Arten der Riesenkrabbenspinnen (Sparassidae, ehemals Heteropodidae, Eusparassidae) (Cixiidae).
Weichtiere
- lebendgebärende Baumschnecken der Gattung Achatinella

### Einfluss des Menschen
Durch den Einfluss der ersten polynesischen Siedler starben mehr als die Hälfte der ursprünglich hier lebenden Vogelarten aus (vgl. Liste der neuzeitlich ausgestorbenen Vögel). Dazu gehören die Moa-Nalos (Chelychelynechen quassus, Thambetochen spp., Ptaiochen pau), die die größten Pflanzenfresser Hawaiis waren und eine ähnliche ökologische Nische wie die Riesenschildkröten von den Maskarenen, den Seychellen, Aldabra und den Galapagosinseln einnahmen.
Außerdem brachten die Polynesier Nutzpflanzen und -tiere (sowie deren Schädlinge) mit, die sie auf See und nach ihrer Ankunft benötigten. Diese biologische Invasion verursachte das Aussterben weiterer einheimischer Arten. Besonders viel Schaden richteten Ratten und verwilderte Hunde an, die einheimische Tiere jagten. Die einheimischen Vögel wurden durch die eingeschleppte Vogelmalaria dezimiert, die durch ebenfalls eingeschleppte Mücken übertragen wird.
Eingebürgerte Tiere und Pflanzen
Als Neozoen und Neophyten sind zu nennen:
- Vögel: Schopfwachtel (Callipepla californica), Rotsteißbülbül (Pycnonotus cafer), Rotschopftangare (Paroaria coronata), Chukarhuhn (Alectoris chukar), Amerikaschleiereule (Tyto furcata)
- Säugetiere als Haustiere: Hunde, Katzen und andere
- Säugetiere als Kulturfolger: Pazifische Ratte (Rattus exulans), Wanderratte (R. norvegicus)
- Säugetiere zur Jagd: Axishirsch oder Chital (Axis axis), Schweinshirsch (Axis porcinus)
- Säugetiere (Zoo): Bürstenschwanz-Felskängurus (P. pennicillata)
- Reptilien als Haustiere: Goldstaub-Taggecko (Phelsuma laticauda)
- Amphibien: Der Goldbaumsteiger (Dendrobates auratus) aus Costa Rica, Panama und Kolumbien und die Aga-Kröte (Bufo marinus) wurden in den frühen 1930er Jahren auf der Hawaii-Insel Oʻahu zur Mückenbekämpfung ausgewildert.
- Nutzpflanzen: Mammiapfel (Mammea americana), Brotfruchtbaum (Artocarpus altilis), Makulan (Maya-Sprache), auch Mexikanischer Blattpfeffer oder Ohrenpfeffer (Piper auritum); Hawaiische Holzrose (Argyreia nervosa), Zuckerrohr (Saccharum officinarum), Weinrebe (Vitis vinifera), Ananas, Kaffee, Bananen, Tabak, Reis, Baumwolle
- Zierpflanzen: Palisanderholzbaum (Jacaranda mimosifolia), Goldtüpfelfarn (Phlebodium aureum), Orchideen, Rhodomyrtus tomentosa[17]

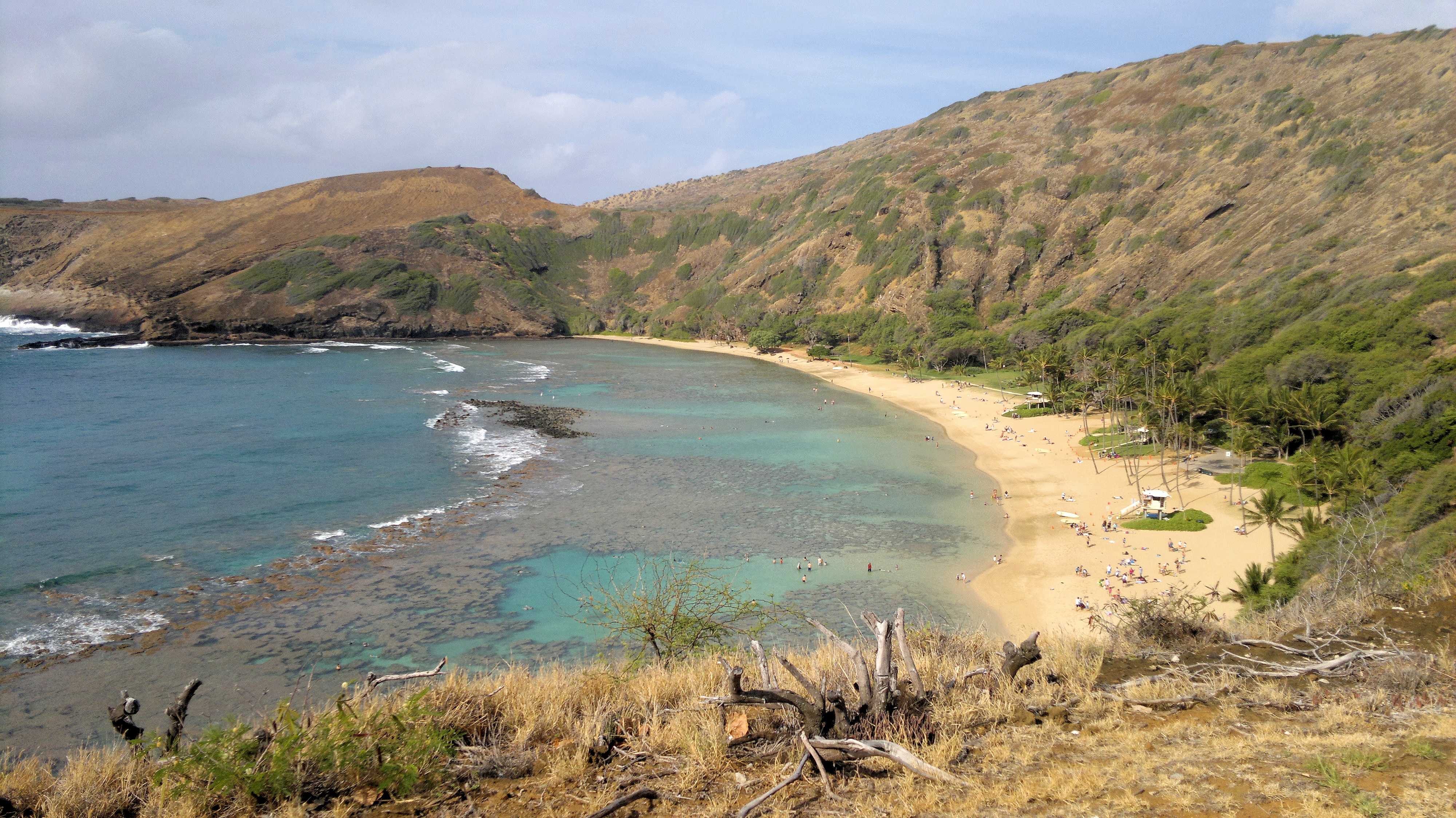
Die Hanauma Bay ist mit ihren Korallen Heimat zahlreicher Meerestiere

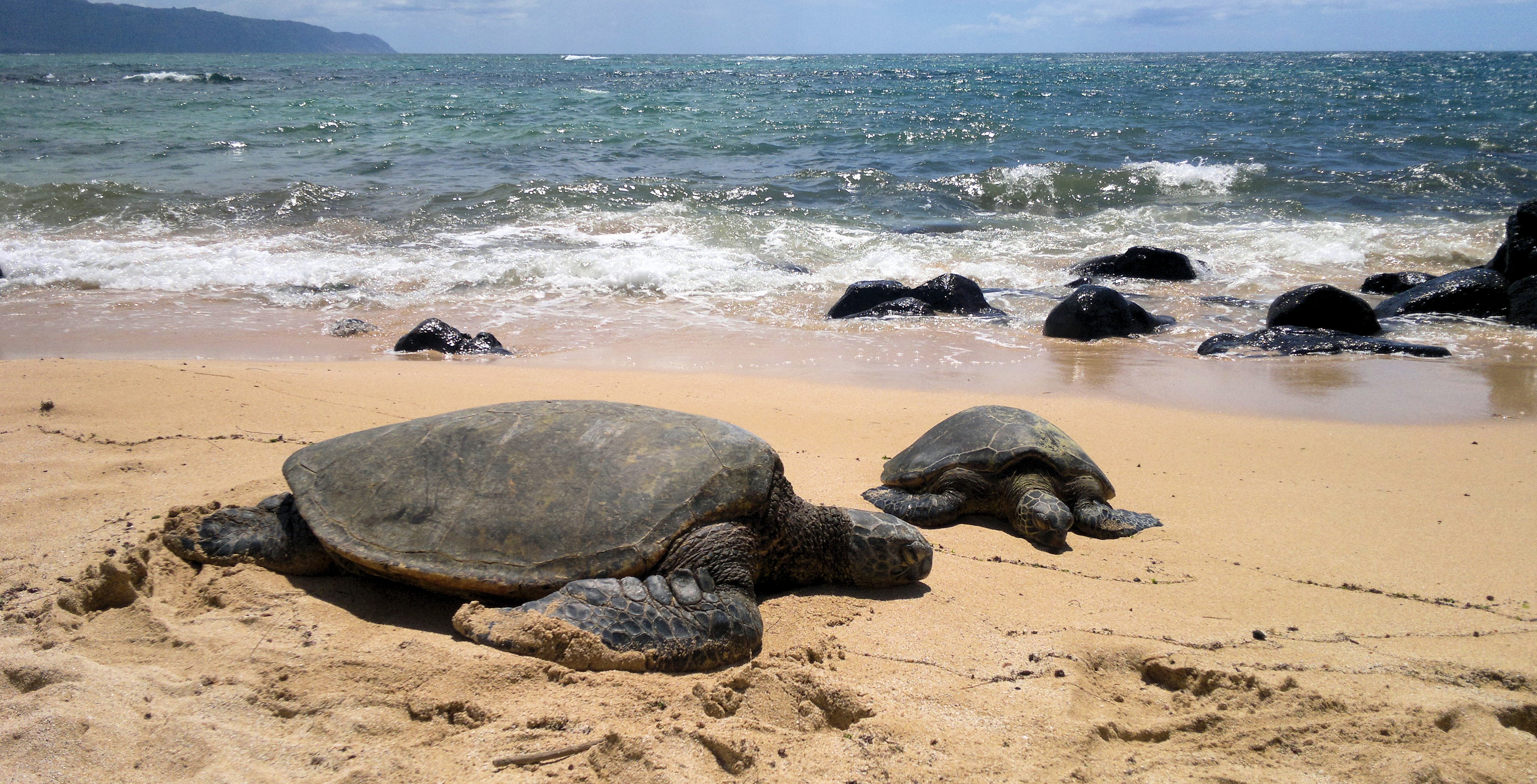
Meeresschildkröten an der Nordküste Oʻahus

### Meerestiere
Meerestiere können (im Gegensatz zu Landtieren) leicht zu abgelegenen Inseln gelangen. Um die Hawaii-Inseln herum leben viele für Korallenriffe typische Tiere:
- Hawaii-Anemone (Heteractis malu) – eine der Symbioseanemonen
- Gliederfüßer: Halocaridina (Hawaii-Garnelen) gehören zu den Süßwassergarnelen
- Fische: insgesamt über 1250 Arten,[18] darunter Flammen-Zwergkaiserfisch (Centropyge loricula), Zigarren-Lippfisch (Cheilio inermis), Sandhöhlenfische (Creediidae), Hawaii-Feuerfische (Pterois sphex), Orangestreifen-Falterfisch (Chaetodon ornatissimus), Mondsichel-Falterfisch (Chaetodon lunula), Vierfleck-Falterfisch (Chaetodon quadrimaculatus), Grüne Vogel-Lippfische (Gomphosus varius), Augenstreifen-Doktorfisch (Acanthurus dussumieri), Dunkler Riesenzackenbarsch (Epinephelus lanceolatus), Fingerflosser (Cheilodactylidae), Drachenmuräne oder Panthermuräne (Enchelycore pardalis), Picasso-Drückerfisch (Rhinecanthus aculeatus), Weißband-Nashornfisch (Naso annulatus), Doktorfische (Acanthuridae).
- Reptilien: Grüne Meeresschildkröten (Chelonia mydas)
- Meeressäugetiere: Hawaii-Mönchsrobben, Zwerggrindwal (Feresa attenuata), Ostpazifischer Delfin oder Spinnerdelfin (Stenella longirostris)

## Bevölkerung

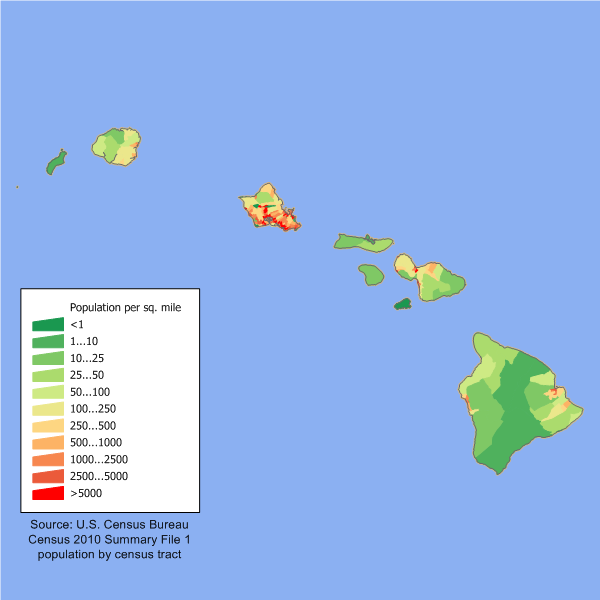
Bevölkerungsdichte

Neben den polynesischen Ureinwohnern, die sich Kānaka Maoli nennen, siedelten sich nach der Entdeckung weiße Missionare, Händler und Walfänger auf Hawaii an.
Für den Zuckerrohranbau und später auch für den Ananasanbau wurden chinesische und japanische Arbeitskräfte angeworben, die sich dort ansiedelten und teilweise ihre Kultur mitbrachten.
Die Hawaii-Inseln zählen etwa 1,4 Millionen Einwohner. Die Hauptstadt und zugleich größte Stadt des Archipels ist Honolulu mit etwa 390.000 Einwohnern. Seit 2010 ist die Bevölkerungsentwicklung in Hawaii rückläufig; wegen der steigenden Lebenshaltungskosten ziehen mehr Menschen weg als hinzukommen. Die größten Bevölkerungsgruppen bildeten im Jahr 2000 Asiaten (41,6 % der Einwohner einschließlich 16,7 % Menschen japanischer, 14,7 % philippinischer und 4,7 % chinesischer Herkunft) und Menschen europäischer Herkunft (24,3 %). 7,9 % der Bewohner Hawaiis sind Polynesier (einschließlich der 6,6 % „ursprünglicher“ Hawaiier, die vor allem an der mittleren Nordküste der Insel Molokaʻi leben) sowie 1,8 % Afroamerikaner.
Bereits 1941 machten indigene Hawaiier kaum 6 % (22.000) der damals insgesamt 370.000 Einwohner aus – gegenüber 42.000 US-Militärangehörigen und etwa 150.000 japanischen Einwanderern.
Außer Englisch sind Hawaii Creole English und Hawaiisch verbreitete Sprachen. Daneben werden weitere Minderheitensprachen gesprochen, etwa Japanisch und Chinesisch.
Die größten Städte

## Geschichte

### Besiedlung

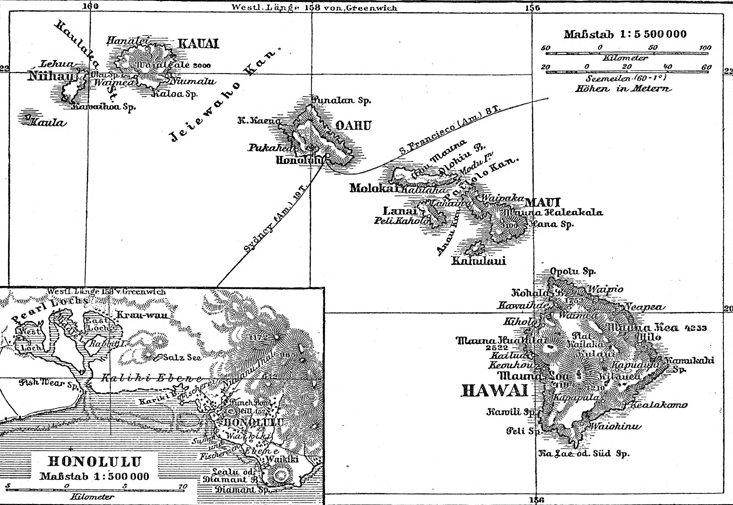
Historische Karte (um 1888)

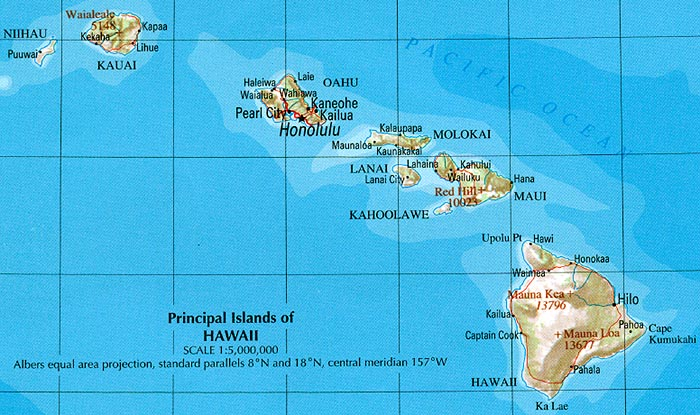
Karte Hawaiis von 2001

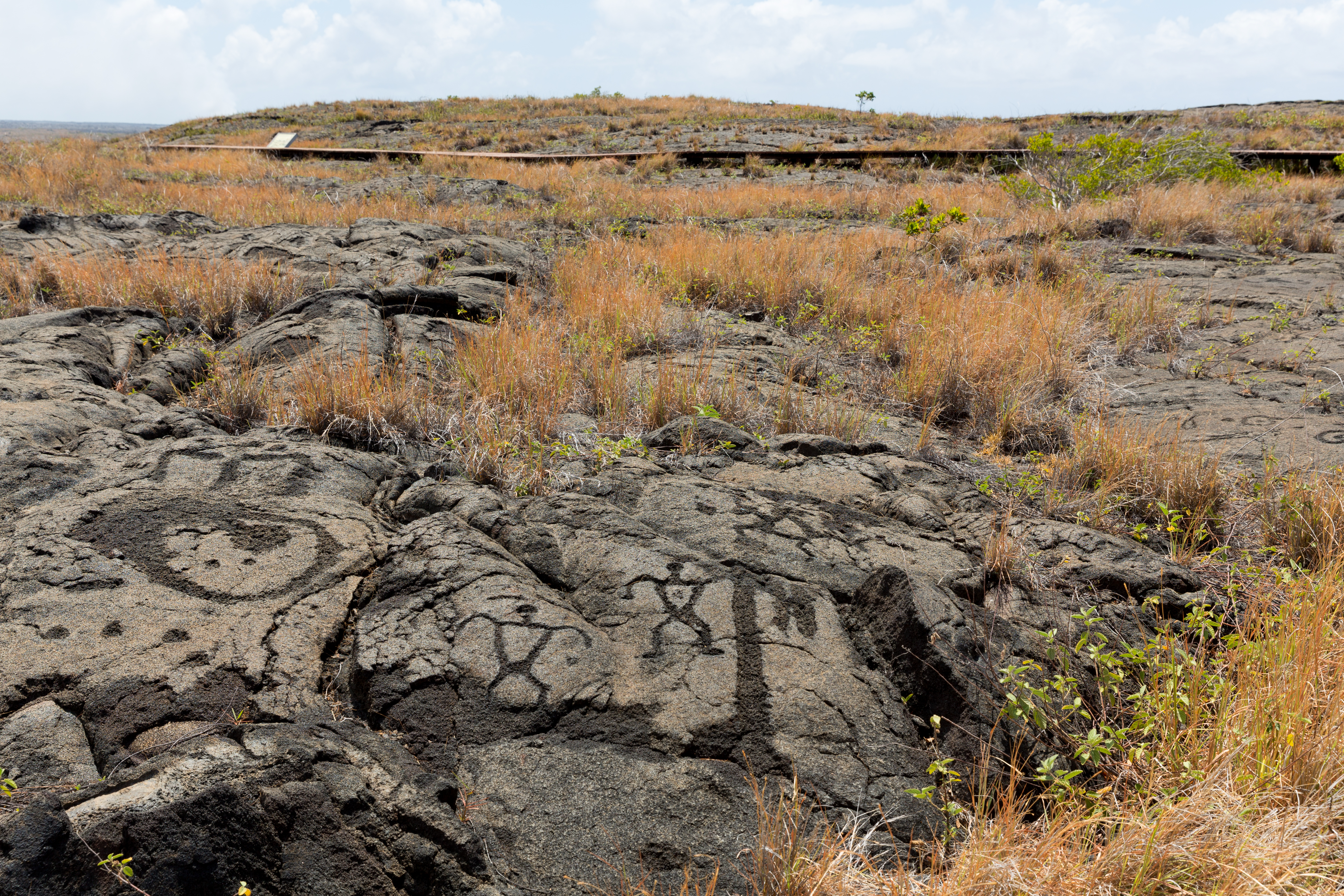
Petroglyphen am Puʻu Loa (zw. 1200 und 1450 n. Chr.) im südlichen Teil des Hawaiʻi-Volcanoes-Nationalpark

Es waren vermutlich Polynesier von den Marquesas-Inseln, die zwischen dem zweiten und sechsten Jahrhundert (nach anderer Ansicht etwa seit 800 n. Chr.) nach Hawaii gelangten. Eine zweite Siedlerwelle von Polynesiern folgte etwa im 11. Jahrhundert von Tahiti aus. Die Seefahrer waren in der Lage, die ungeheure Entfernung von etwa 5500 Kilometern von den Marquesas mit großen Auslegerkanus dank einer ausgefeilten Navigationstechnik zu überwinden. Sie navigierten nach den Sternen, nach Strömungen und der Dünung, nach Wolkenbildung und -zug, aber auch nach Vogelschwärmen, Fischschwärmen, Treibholz und anderen Pflanzenteilen. All diese Informationsquellen und deren kollektive Bewahrung über mehrere Generationen ermöglichten es ihnen, über tausende von Kilometern bekannte Inseln wiederzufinden und gezielt neue Inseln zu suchen. Ihre Doppelrumpfboote bestanden aus ausgehöhlten und mit Harzen abgedichteten Baumstämmen als Schwimmkörpern. Diese wurden durch Balken zusammengehalten, die sich in der Mitte zwischen ihnen kreuzten. Auf dem den Schwimmkörpern entgegengesetzten Ende der Balken saß eine teilweise überdachte, leichtgebaute Plattform mit einer Tragfähigkeit für bis zu 100 Personen. Zusammengehalten wurde die ganze Konstruktion mit Seilen, die aus den Fasern der dicken Außenschale der Kokosnuss geflochten waren und über eine Haltbarkeit von bis zu fünf Jahren im Salzwasser verfügten. Auch das Segel des polynesischen Doppelrumpfbootes war eine Besonderheit. Mast und Segelfläche bildeten eine Einheit, ähnlich einem überdimensionalen Palmblattfächer mit zwei nach oben zeigenden Spitzen, zwischen denen eine halbkreisförmige Aussparung war, deren tiefsten Punkt die (eingebaute) Mastspitze bildete. Am jeweiligen Ende der beiden Schwimmkörper war zwischen ihnen eine Holzkonstruktion befestigt, in die sich, je nach Bedarf, das Segel stecken ließ. Daher besaß das polynesische Reiseboot im „westlichen Sinne“ weder Bug noch Heck, sondern Bug konnte auch Heck sein und umgekehrt, je nach Fahrtrichtung. Die Segelfläche selbst bestand aus geflochtenen Blättern des Schraubenbaumes (Lauhala).
An der Spitze der neu-hawaiischen Gesellschaft standen die Adligen (Aliʻi), die ihre mythische Abstammung auf Götter zurückführten und ihre Macht auf das Prinzip des Kapu stützten. Das Kapu erlaubt und verbietet bestimmte Handlungen beziehungsweise den Zutritt zu bestimmten Orten (Tabu). Den Adligen folgten in der gesellschaftlichen Hierarchie die Priester, nach diesen kam das gemeine Volk. Zeitweise kam es zu Kriegen zwischen verschiedenen Stämmen; ein Clan wurde jeweils von einem Aliʻi angeführt, einem vermeintlich von den Göttern abstammenden Häuptling, oft eine Frau.
Es wird vermutet, dass der Spanier Juan Gaetano im Jahr 1527 auf Hawaii landete.

### James Cook

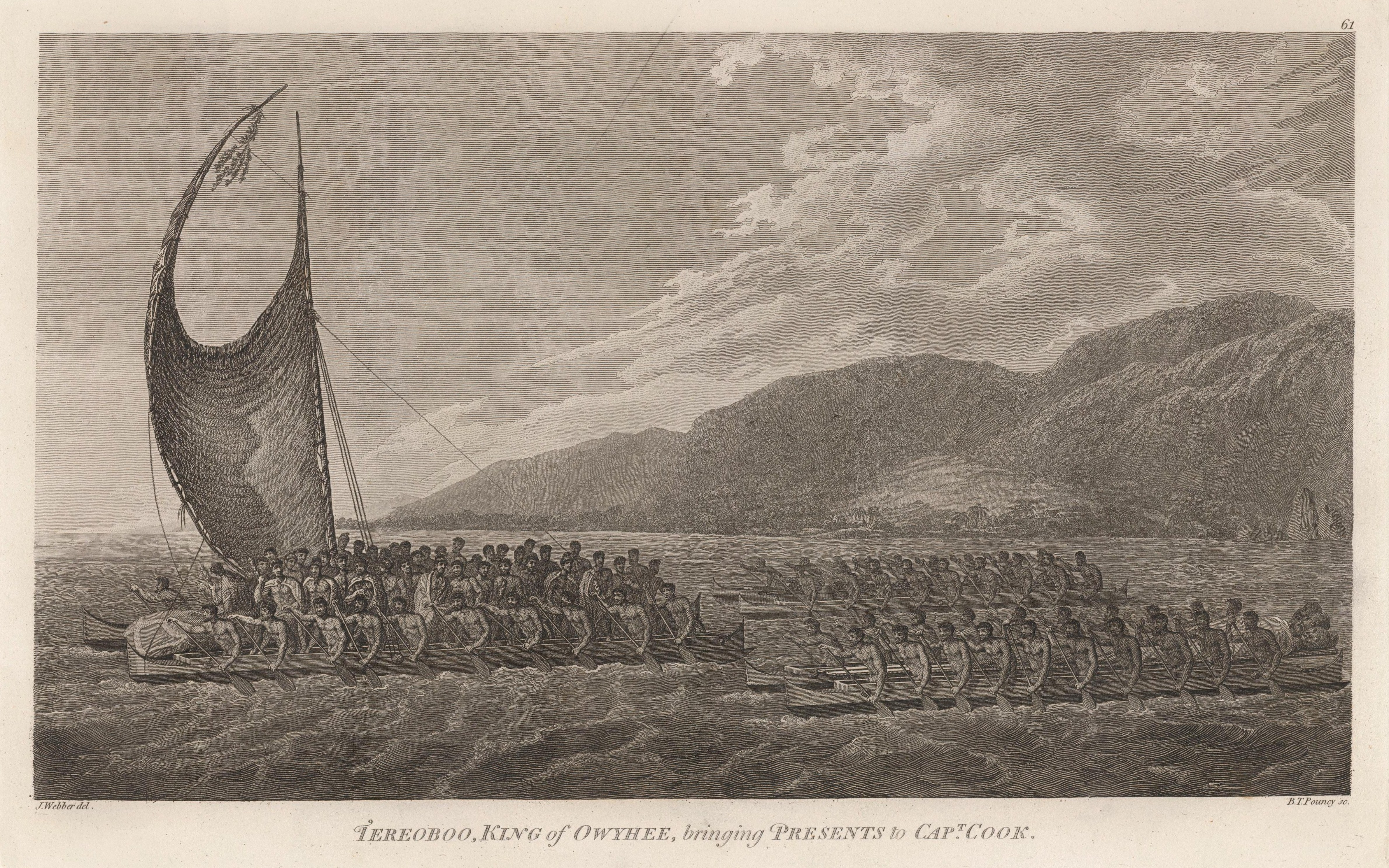
Tereoboo, König von Owyhee, bringt Captain Cook Geschenke, gezeichnet 1779 von John Webber, veröffentlicht 1784

Am 20. Januar 1778 landete James Cook auf seiner dritten Pazifikreise an der Südwestküste der Insel Kauaʻi, die bereits am 18. Januar gesichtet worden war. Der eigentliche Zweck dieses Unternehmens bestand darin, die Nordwestpassage, einen Seeweg vom Nordostpazifik in den Nordwestatlantik um Nordamerika herum, zu finden. Er nannte die Inseln, auf denen noch immer mehrere Königreiche bestanden, zu Ehren von Lord Sandwich „Sandwich Islands“ (Sandwichinseln). Cook betrieb Tauschgeschäfte mit den Einheimischen und ließ neben Schweinen und Ziegen diverses Saatgut zurück. Allerdings schleppte Cooks Besatzung auch Geschlechtskrankheiten auf der Insel ein, welche die Bevölkerung innerhalb der folgenden 80 Jahre von 300.000 auf 60.000 schrumpfen ließen.
Am 17. Januar 1779 ging Cook mit seinen Schiffen in der Kealakekua-Bucht auf der Insel Hawaii vor Anker, wo zu dieser Jahreszeit die einheimische Bevölkerung Makahiki feierte, ein Fest zu Ehren des Gottes Lono. Cook wurde sehr gut aufgenommen. Ob er als Gottheit verehrt wurde, ist umstritten. Im Februar 1779 verließ Cook die Inseln, kehrte aber für Reparaturarbeiten an einem seiner durch einen Sturm beschädigten Schiffe wenige Tage später in die Kealakekua-Bucht zurück. Diesmal war der Empfang nicht mehr so freundlich, und nach einigen Missverständnissen mit den Einheimischen wurden er und ein Teil seiner Mannschaft am 14. Februar 1779 getötet.

### Königreich Hawaiʻi

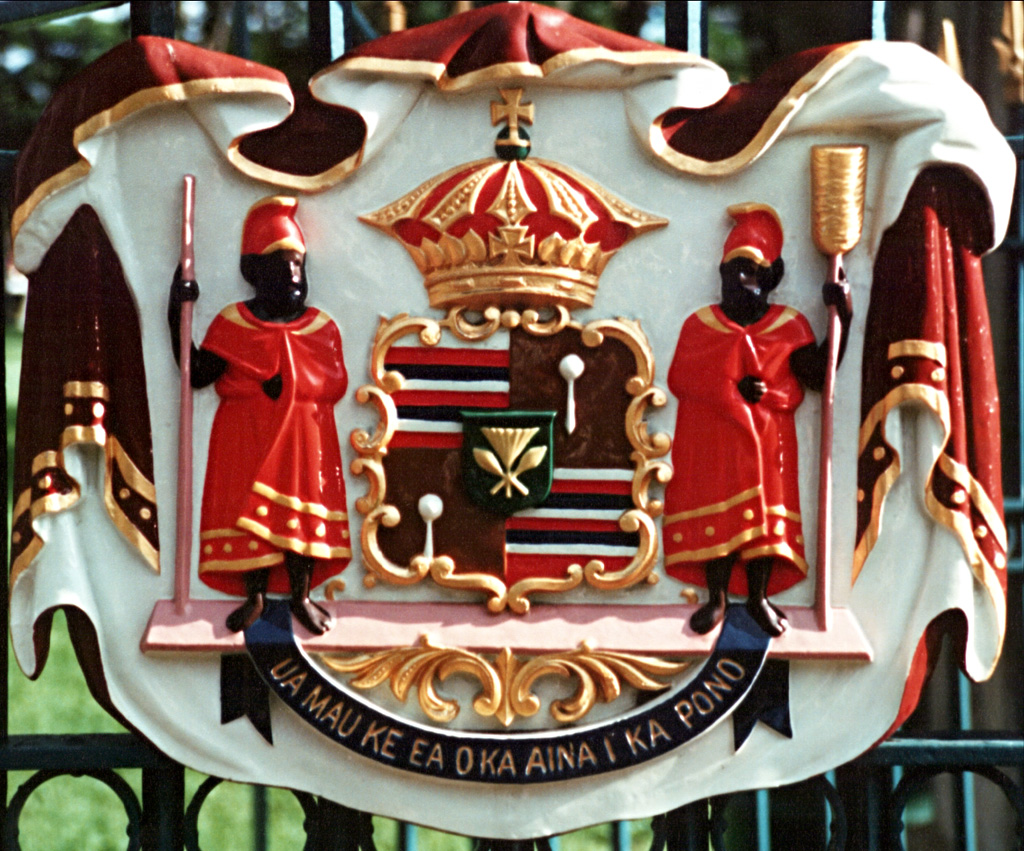
Wappen des Königreiches Hawaii

Die wirtschaftlichen Beziehungen Hawaiis mit der Außenwelt begannen als Zwischenstation für Handelsschiffe zur Versorgung mit Proviant und Ersatzteilen. Der Export von Sandelholz von Hawaii nach China wurde am Anfang des 19. Jahrhunderts zu einem Handelsschwerpunkt, bevor in den 1820er bis 1860er Jahren Lāhainā und Honolulu zu wichtigen Häfen für die Walfänger im Nordpazifik wurden. Für den Zuckerrohranbau wurde ab Mitte des 19. Jahrhunderts die Einwanderung von Vertragsarbeitern unter anderem aus China, verschiedenen Südseeinseln, Japan und Portugal gefördert, die im 20. Jahrhundert dann auch für den Ananasanbau stattfand.
Kamehameha I. einigte gewaltsam die Inseln Hawaiis. Ab 1810 war er alleiniger Herrscher und damit der erste König von Hawaii. Seine Kamehameha-Dynastie regierte bis 1872, danach folgten noch drei gewählte Könige. Hawaii ist damit der einzige heutige Bundesstaat der USA, der früher einmal ein unabhängiges Land mit monarchischem Regierungssystem war.
Die Unabhängigkeit Hawaiis war immer wieder bedroht. Nachdem 1815–1817 der in russischen Diensten stehende Deutsche Georg Anton Schäffer vergeblich versucht hatte, die Kontrolle über die nördlichen Inseln Kauaʻi und Niʻihau zu bekommen, scheiterten auch die fünfmonatige Annexion Hawaiis durch den Briten Lord George Paulet 1843 und die Besetzung Honolulus durch den Franzosen Louis Goarant de Tromelin 1849.
Die Beziehungen Hawaiis zu den Vereinigten Staaten waren anfangs sehr gut. So ließen sich ab 1820 US-amerikanische Missionare (Kongregationalisten) in Honolulu nieder und die 1840 erklärte Souveränität des Königreichs wurde 1842 von den Vereinigten Staaten und 1843 vom Vereinigten Königreich und Frankreich formal anerkannt. Gleichzeitig aber wurde ebenfalls 1842 in der sogenannten Tyler Doktrin mit Bezug auf den Handel im Pazifikraum der Anspruch auf Hawaii als Teil der US-amerikanischen Interessensphäre formuliert. Der Einfluss der Vereinigten Staaten wurde dann etwa seit 1850 immer größer, vor allem durch den Vertrag über zollfreien Zuckerexport in die USA von 1875 und seine Ergänzung 1887 mit der Übernahme des Marinestützpunkts Pearl Harbor.
Unter dem äußeren Druck und auch zur Absicherung der Herrschaft gab es eine Reihe von wichtigen Reformen, wozu nach dem 1819 erfolgten symbolischen Bruch des Kapu-Systems und der Landverteilung von 1848 vor allem der Erlass von Verfassungen durch die Könige (1840, 1852, 1864) gehörten.
Im Jahr 1887 kam es zu einem Umsturz von Geschäftsleuten und Plantagenbesitzern um Sanford Dole, der König Kalākaua zwang, die von Lorrin Thurston verfasste Bayonet Constitution als neue Verfassung Hawaiis anzuerkennen. Sie führte zum Verlust des Wahlrechts aller asiatischen Bewohner. Bei den Ureinwohnern Hawaiis war das Wahlrecht nun an ein bestimmtes Einkommen und Vermögen geknüpft, was den Kreis dieser Wähler einschränkte. Faktisch verlagerte sich hierdurch der politische Einfluss auf die eingewanderten Europäer und US-Amerikaner.

### Republik Hawaii
Nach dem Sturz der Königin Liliʻuokalani durch einen Putsch eingewanderter Europäer und US-Amerikaner 1893 wurde am 15. Februar 1894 ein Komitee gebildet, das im März offiziell den Auftrag zur Ausarbeitung einer Verfassung für die zu gründende Republik Hawaii erhielt, da die Bemühungen um eine schnelle Annexion durch die USA keinen Erfolg hatten. Diese Verfassung wurde am 3. Juli 1894 durch einen Verfassungskonvent bestätigt und trat am folgenden Tag in Kraft. Als Präsident wurde der US-Amerikaner Sanford Dole eingesetzt. Die so begründete Republik wurde zwar kurz darauf durch die USA anerkannt; dies sollte aber vor allem dem Ziel der Annexion dienen.

### Annexion durch die Vereinigten Staaten
Die Republik war nur von kurzer Dauer. Wegen der großen strategischen Bedeutung wurde Hawaii während des Spanisch-Amerikanischen Krieges durch einen gemeinsamen Entschluss (joint resolution) des Senates und des Repräsentantenhauses vom 7. Juli 1898 durch die Vereinigten Staaten annektiert. Der formelle Akt fand am 12. August 1898 statt. Das US-Territorium Hawaii erhielt mit dem Hawaiian Organic Act vom 30. April 1900 (in Kraft ab 14. Juni 1900) eine entsprechende Verwaltung. Die Machtübernahme stieß bei vielen Einheimischen auf Widerstand, da die hawaiische Sprache, Hula und andere Bereiche hawaiischer Kultur unter dem starken kulturellen Einfluss der USA zurückgedrängt wurden.
Nach dem Ersten Weltkrieg wurde Pearl Harbor zum wichtigsten Flottenstützpunkt der USA im Pazifik ausgebaut. Infolge des Angriffs der Japaner auf Pearl Harbor am 7. Dezember 1941 traten die Vereinigten Staaten in den Zweiten Weltkrieg ein. Sie setzten die zivile Regierung ab und verhängten acht Jahre lang das Kriegsrecht über Hawaii, was eine Außerkraftsetzung von Grundrechten bedeutete. Rund 500.000 US-Soldaten waren in dieser Zeit stationiert. Diese Zahl entsprach annähernd der damaligen Einwohnerzahl.

### 50. Staat der Vereinigten Staaten
Die Einwanderung von Asiaten und US-Amerikanern hatte die Hawaiier zur Minderheit im eigenen Land gemacht. Der sprachliche und kulturelle Identitätsverlust begünstigte die Verbreitung des westlichen Lebensstils. Dies zeigte das Ergebnis eines Volksentscheids, in dem die Mehrheit für einen Beitritt zu den USA stimmte. Am 21. August 1959 wurde Hawaii zum 50. Staat. Der vom Präsidenten ernannte Territorialgouverneur William F. Quinn wurde zum ersten Gouverneur des Staats gewählt.
Die USA verabschiedeten 1993 die Apology Resolution (formell United States Public Law 103–150), mit der sie den Putsch gegen die Monarchie von 1893 für unrechtmäßig erklärten und dafür um Entschuldigung baten. Das Gesetz, das am 23. November 1993 von beiden Häusern des Kongresses verabschiedet und am selben Tag von Präsident Bill Clinton unterzeichnet wurde, widerrief jedoch nicht die Annexion. Daher fordert die polynesische Urbevölkerung heute wieder mehr Unabhängigkeit, Rechte und Land für die Hawaiier sowie eine Sezession von den Vereinigten Staaten. 2019 lebten etwa 350.000 Nachkommen der Urbevölkerung in Hawaii.
Das Matsunaga Institute for Peace auf Hawaii arbeitet auf einen gewaltfreien Ausgleich der Konflikte hin. Ein Schwerpunkt dabei ist, die Unabhängigkeitsbewegung und Spannungen zwischen den ethnischen Gruppen abzubauen. Nach Ansicht von David Keanu Sai, Professor für Politikwissenschaft an der University of Hawaiʻi at Mānoa, ist Hawaii nie Teil der USA geworden, sondern lediglich militärisch besetzt worden. Die Anerkennung dieses Umstands müsse jeder Unabhängigkeitsbestrebung vorausgehen. Er vertritt auch die Meinung, dass bei der Frage nach der Souveränität die Rasse keine Rolle spielen dürfe, da das Königreich Hawaii auch vor der Annexion schon eine multi-ethnische Gesellschaft war.

### Unabhängigkeitsbestrebungen der Indigenen
Seit der Annexion durch die USA gibt es nach wie vor eine aktive – wenn auch zersplitterte – Unabhängigkeitsbewegung auf Hawaii, die insbesondere von der Minderheit der Indigenen getragen wird. 2005 wehrten sie sich erfolgreich gegen die Vergabe des Status „Native Americans“, der sie mit den Indigenen des U.S.-amerikanischen Festlandes gleichgesetzt hätte, was der Aberkennung freiheitlicher Bestrebungen gleichgekommen wäre. Die Souveränitätsbewegung erhielt besonders 2008 öffentliche Aufmerksamkeit, als eine Gruppe von Aktivisten den ehemaligen Königspalast in Honolulu besetzte und die Unabhängigkeit ausrief. Im selben Jahr sprach sich der russische UN-Funktionär Alexei Avotomonow für die Entkolonialisierung von Hawaii aus. 2009 belegte der hawaiische Politikwissenschaftler Noenoe K. Silva mit seiner Aufarbeitung der Inselgeschichte (Aloha Betrayed: Native Hawaiian Resistance to American Colonialism) die völkerrechtliche Brisanz des Themas. US-Präsident Obama (selbst auf Hawaii geboren) zeigte sich den Bestrebungen für mehr Eigenständigkeit gegenüber prinzipiell offen. Am 11. Mai 2015 schlug Pakistan beim UN-Menschenrechtsrat in Genf vor, dem Vorschlag von Alfred de Zayas (UN-Experte zur Förderung einer demokratischen und gerechten Weltordnung) zu folgen, der 2013 vorschlug, Hawaii und Alaska wieder auf die Liste der nicht-selbst-regierten Territorien (Non-Self-Governing Territories) zu setzen, von der sie 1959 unrechtmäßig gestrichen wurden. Hawaiis Indigene werden vor dem Rat durch Leon Kaulahao Siu als Gesandter der Allianz für die Selbstbestimmung von Alaska und Hawai´i vertreten. Siu ist zudem „Schatten-Außenminister“ des Hawaiian Kingdom Government, einer Gruppe, die sich als „überlebende Nachfolger des hawaiischen Königreiches“ versteht. Er beruft sich auf die indigene Bevölkerung, die sich 2014 mehrheitlich für die Unabhängigkeitsbestrebungen ausgesprochen hätten. Allerdings lebt die Mehrheit der indigenen Hawaiier bereits auf dem amerikanischen Festland. Die hohen Lebenskosten in Hawaii führen zu einem kontinuierlichen Wegzug.

## Politik

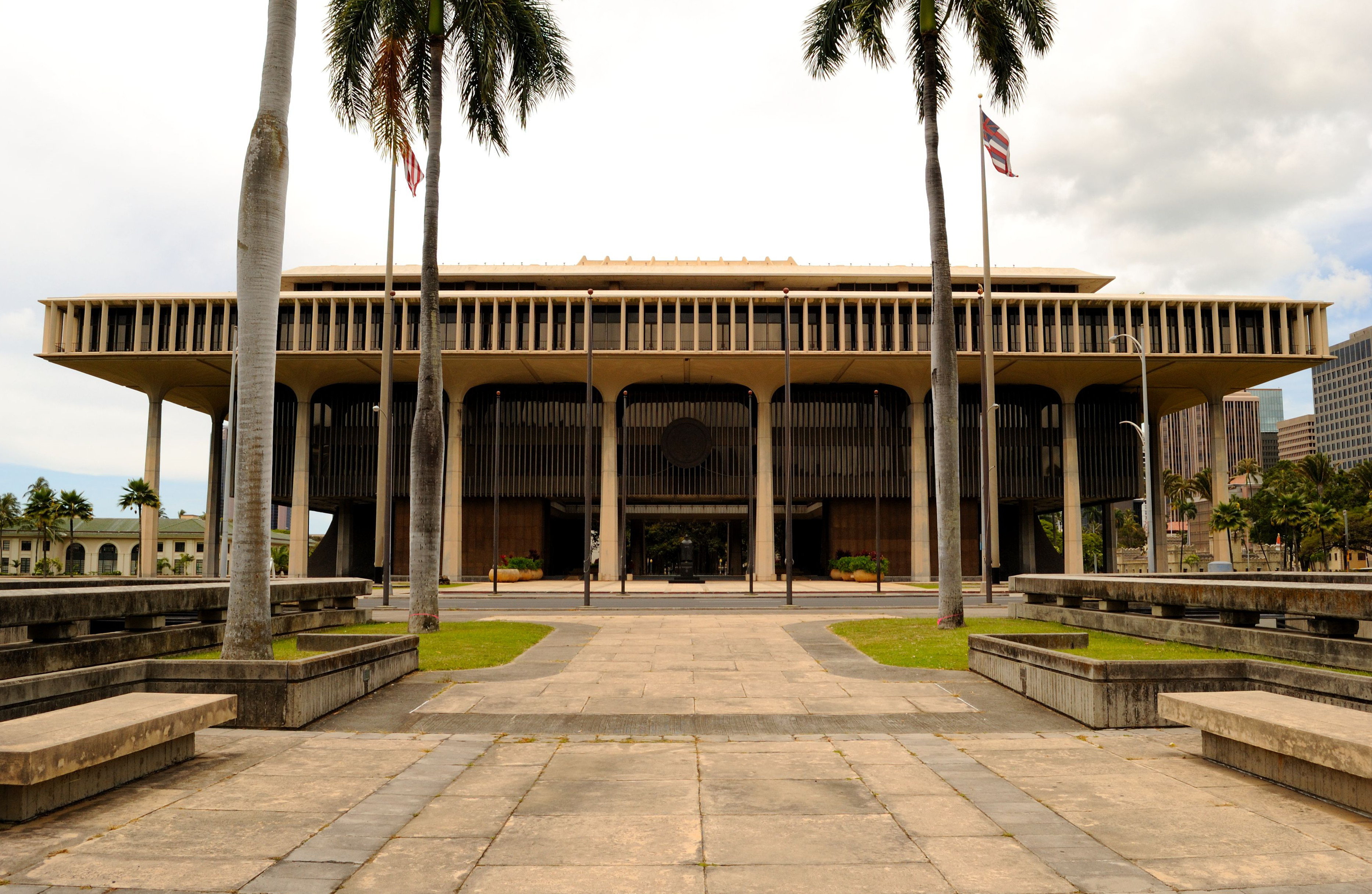
Hawaii State Capitol (2011)

### Präsidentschaftswahlen
Am 8. November 1960 durfte Hawaii erstmals an einer US-Präsidentschaftswahl teilnehmen. Hawaii gilt traditionell als sicherer Staat für demokratische Präsidentschaftskandidaten. Nur zweimal, 1972 und zuletzt 1984, gingen die Wahlmännerstimmen Hawaiis an einen Republikaner – in beiden Fällen hatte dieser auch insgesamt mit überwältigender Mehrheit gewonnen. Hawaii stellt im Electoral College bei der Präsidentschaftswahl in den Vereinigten Staaten 2024, sowie schon seit 1964, vier Wahlleute.
Obwohl der 44. Präsident der Vereinigten Staaten, Barack Obama, im Staat geboren wurde, konnte doch Lyndon B. Johnson 1964 mit rund 79 % der Stimmen ein wesentlich besseres Ergebnis erzielen im Vergleich zu Obama, bei dessen bestem Wahlergebnis, als er 2008 rund 72 % der Stimmen verbuchen konnte. Aus republikanischer Sicht war das Wahlergebnis von 1972 das erfolgreichste, als Richard Nixon 62 % Wählerstimmen erhielt.
Das beste Wahlergebnis eines „dritten Kandidaten“ erzielte Ross Perot 1992, als er 53.003 Stimmen erhielt, was 14,22 Prozentpunkten entspricht.
| Jahr | Kandidat (Gewinner)    | Prozent | Stimmen | Kandidat (Verlierer)  | Prozent | Stimmen | Sonstige Parteien |
| ---- | ---------------------- | ------- | ------- | --------------------- | ------- | ------- | ----------------- |
| 1960 | John F. Kennedy (D)    | 050,03  | 092.410 | Richard Nixon (R)     | 049,97  | 092.295 | 0–                |
| 1964 | Lyndon B. Johnson (D)  | 078,76  | 163.249 | Barry Goldwater (R)   | 021,24  | 044.022 | 0–                |
| 1968 | Hubert H. Humphrey (D) | 059,83  | 141.324 | Richard Nixon (R)     | 038,70  | 091.425 | 01,47 % 0(3.469)  |
| 1972 | Richard Nixon (R)      | 062,48  | 168.865 | George McGovern (D)   | 037,52  | 101.409 | 0–                |
| 1976 | Jimmy Carter (D)       | 050,59  | 147.375 | Gerald Ford (R)       | 048,06  | 140.003 | 01,35 % 0(3.923)  |
| 1980 | Jimmy Carter (D)       | 044,80  | 135.879 | Ronald Reagan (R)     | 042,90  | 130.112 | 12,30 % (37.296)  |
| 1984 | Ronald Reagan (R)      | 055,10  | 185.050 | Walter Mondale (D)    | 043,82  | 147.154 | 01,08 % 0(3.642)  |
| 1988 | Michael Dukakis (D)    | 054,27  | 192.364 | George H. W. Bush (R) | 044,75  | 158.625 | 00,97 % 0(3.472)  |
| 1992 | Bill Clinton (D)       | 048,09  | 179.310 | George H. W. Bush (R) | 036,70  | 136.822 | 15,21 % (56.710)  |
| 1996 | Bill Clinton (D)       | 056,93  | 205.012 | Bob Dole (R)          | 031,64  | 113.943 | 11,43 % (41.165)  |
| 2000 | Al Gore (D)            | 055,79  | 205.086 | George W. Bush (R)    | 037,46  | 137.845 | 06,74 % (24.820)  |
| 2004 | John Kerry (D)         | 054,01  | 231.708 | George W. Bush (R)    | 045,26  | 194.191 | 00,72 % 0(3.114)  |
| 2008 | Barack Obama (D)       | 071,85  | 325.871 | John McCain (R)       | 026,58  | 120.566 | 01,57 % 0(7.131)  |
| 2012 | Barack Obama (D)       | 070,54  | 306.545 | Mitt Romney (R)       | 027,84  | 120.975 | 01,61 % 0(7.019)  |
| 2016 | Hillary Clinton (D)    | 061,00  | 266.891 | Donald Trump (R)      | 029,40  | 128.847 | 09,6 % 0(41.926)  |
| 2020 | Joe Biden (D)          | 063,73  | 366.130 | Donald Trump (R)      | 034,27  | 196.864 | 02,0 % 0(11.475)  |
| 2024 | Kamala Harris (D)      | 060,59  | 313.044 | Donald Trump (R)      | 037,48  | 193.661 | 01,94 % 0(9.996)  |

### Vertreter von Hawaii in der US-Hauptstadt
- Liste der Senatoren der Vereinigten Staaten aus Hawaii
- Liste der Mitglieder des US-Repräsentantenhauses aus Hawaii

### Mitglieder im 119. Kongress
|  | Name                 | Mitglied seit | Parteizugehörigkeit |
|  | -------------------- | ------------- | ------------------- |
|  | Edward Espennet Case | 2019          | Demokrat            |
|  | Jill Tokuda          | 2023          | Demokrat            |

|  | Name                 | Mitglied seit | Parteizugehörigkeit |
|  | -------------------- | ------------- | ------------------- |
|  | Mazie Keiko Hirono   | 2013          | Demokrat            |
|  | Brian Emanuel Schatz | 2012          | Demokrat            |

## Wirtschaft und Infrastruktur
Das reale Bruttoinlandprodukt pro Kopf (englisch „Gross Domestic Product“ per capita – GDP) lag im Jahre 2016 bei USD 58.742 (nationaler Durchschnitt der 50 US-Staaten USD 57.118; nationaler Rangplatz: 16).  Das mittlere jährliche Haushaltseinkommen liegt zwischen 133.165 US-Dollar in East Honolulu und 15.654 US-Dollar in Hawaiian Ocean View (nationaler Rangplatz: 2).

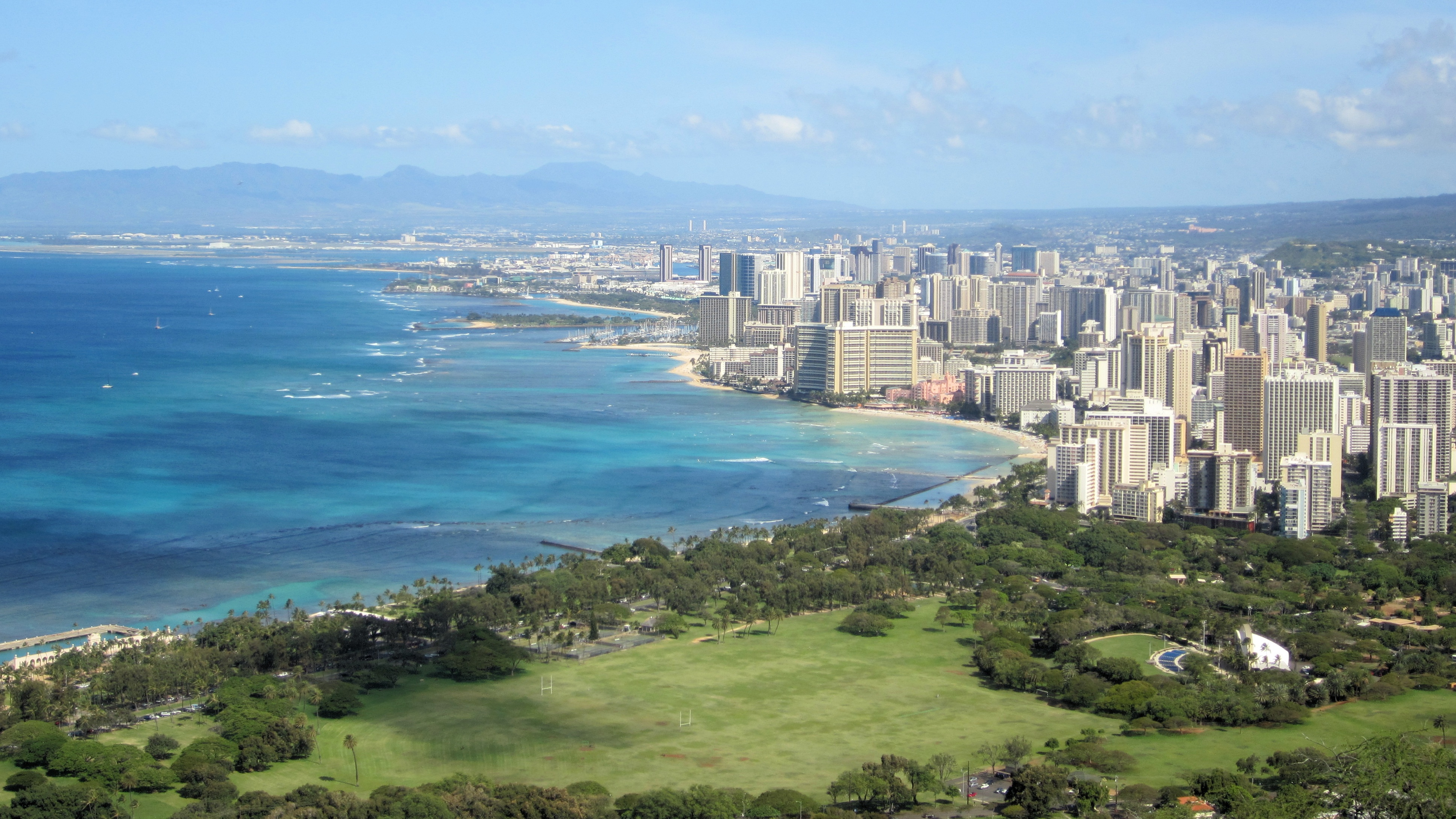
Honolulu und Waikīkī

Der mittlere Preis eines Einfamilienhauses lag im Juni 2021 auf Maui bei 1,12 Mio. US-Dollar, auf Kauaʻi bei 1,10 Mio. US-Dollar, auf Oʻahu bei 978.000 US-Dollar und auf Hawaiʻi (Big Island) bei 465.000 US-Dollar. Die Arbeitslosenquote lag im November 2017 bei 2,0 % (die der USA bei 4,1 %).
Der Tourismus ist der Hauptwirtschaftszweig des Staates. Die Besucherzahl erreichte im Jahr 2019 mit 10,425 Millionen Touristen den historisch höchsten Stand. Sie gaben im letzten Jahr vor der COVID-19-Pandemie 17,8 Milliarden US-Dollar auf den Inseln aus und generierten Steuereinnahmen von 2,0 Milliarden US-Dollar, gefolgt von den wirtschaftlichen Aktivitäten und Einflussfaktoren der militärischen Anlagen und Truppen.
Der Anbau und Export von Zuckerrohr und Ananas auf Plantagen war früher der bedeutendste Wirtschaftszweig und leistete bis zum Ende des 20. Jahrhunderts einen wichtigen Beitrag zum Einkommen. Der Walfang wurde bereits von Kamehameha V. (1863–1873) verboten, so dass der Anbau dieser Pflanzen immer wichtiger wurde. 1901 gründete James Dole auf Hawaii die Hawaiian Pineapple Company. Nach der Stilllegung der letzten Zuckerrohrplantage 2016 und der meisten Ananasplantagen, werden Blumen, Macadamia-Nüsse, Kaffee, Bananen, Tabak, Reis, Baumwolle, Papayas, Guave, Kokosnüsse und andere tropische Früchte geerntet. Des Weiteren werden Orchideen gezüchtet, Rinderweidewirtschaft und Fischfang (Thunfisch) betrieben.
Bekannt ist auch der Anbau von Cannabis. 1990 führte die US-Regierung die Operation Wipeout aus. Es wurden über 90 % der hawaiischen Cannabispflanzen vernichtet, das entsprach etwa einem Wert von sechs Milliarden US-Dollar.
Die Hollywood-Filmindustrie auf Hawaii ist ebenfalls ein wichtiger Zweig der Wirtschaft.
Der Hafen Honolulus hat ausgedehnte Verladeanlagen und liegt im Mittelpunkt der transpazifischen Passagier- und Frachtschifffahrtslinien. Der Internationale Flughafen Honolulu ist Flugverkehrsknotenpunkt im Pazifik. Industriezweige sind Lebensmittelverarbeitung meist für den US-amerikanischen Markt (Dosenananas), Zuckerraffinade, Maschinenbau, Metallwaren, Baustoffe und Bekleidungsindustrie. Militäranlagen wie der Flottenstützpunkt Pearl Harbor, die Joint Base Pearl Harbor-Hickam und das Tripler Army Medical Center sind für die örtliche Wirtschaft von Bedeutung.

### Einzelne Inseln

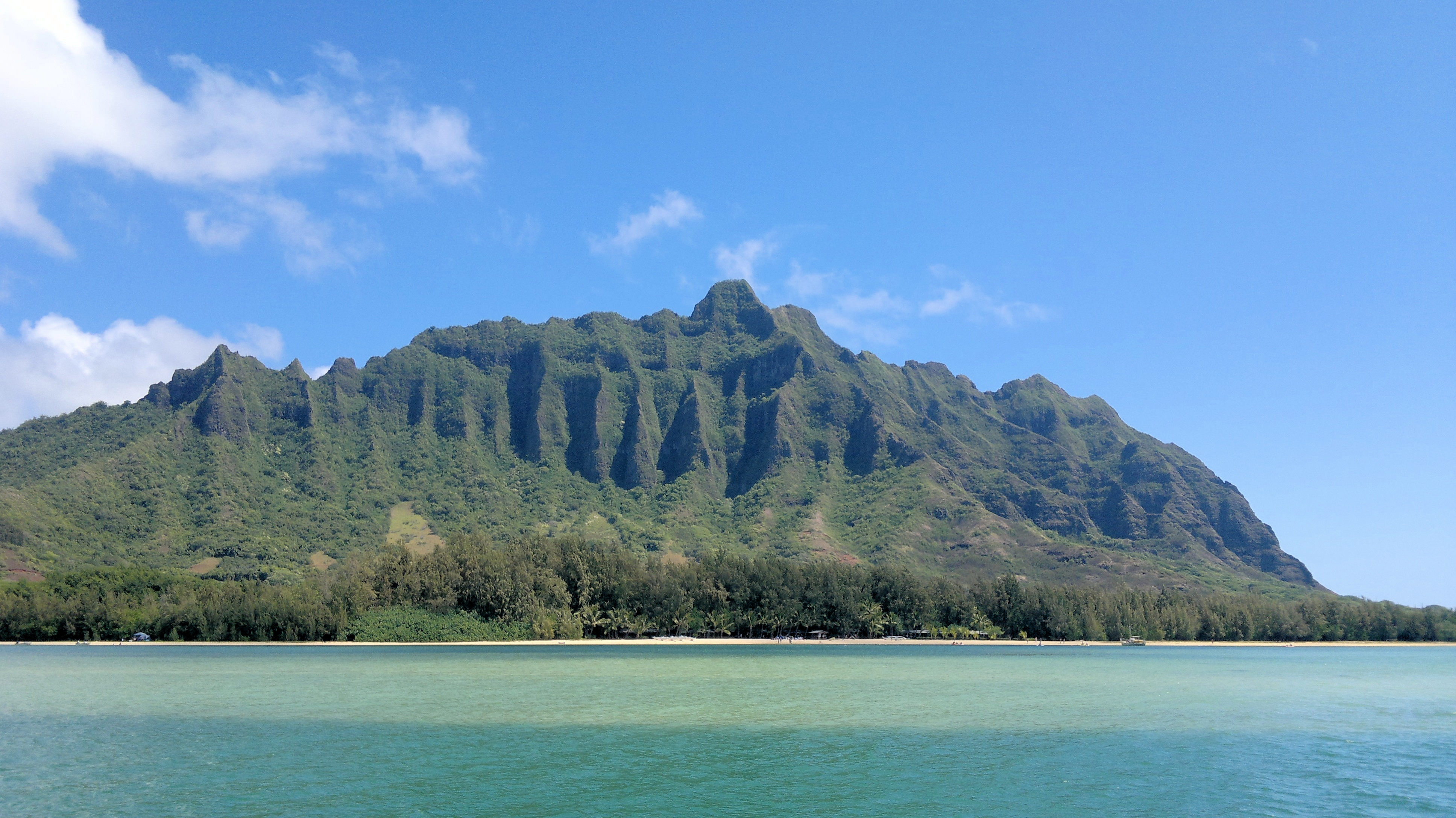
Kāneʻohe Bay auf Oʻahu

Oʻahu ist die drittgrößte Insel Hawaiis, auf der 75 % der 1,4 Millionen Einwohner der Inselkette leben. Die meisten japanischen Einwanderer leben hier. Honolulu, Hawaiis Hauptstadt, erstreckt sich auf einer Länge von über 42 km. Neben dem multikulturellen Stadtzentrum liegen auf Oʻahu der lebendige und weltberühmte Badeort Waikīkī sowie der erloschene Vulkan „Diamond Head“, das Wahrzeichen von Honolulu und Waikīkī. Waikīkī Beach ist ein vier Kilometer langer Strand. Die Strände an der North Shore sind berühmt für ihre bis zu 15 Meter hohen Wellen und gelten als Surferparadiese. Oʻahu zieht im Jahr (2016) 5,6 Millionen Touristen an.
Auf der Militärbasis Pearl Harbor kann das USS Arizona Memorial – die Gedenkstätte des Schlachtschiffes Arizona – besichtigt werden. Beim Angriff auf Pearl Harbor am 7. Dezember 1941 kamen 2346 US-Soldaten ums Leben und acht Schiffe wurden versenkt. Heute ist dieser große geschützte Hafen an der Südküste fast gänzlich militärisches Sperrgebiet. Er dient den USA als strategische Flottenbasis und U-Boot-Stützpunkt für den Pazifikraum.
Maui ist die zweitgrößte Insel Hawaiis, die mit ihren zahlreichen weißen Sandstränden und dem historischen Städtchen Lāhainā 2,6 Millionen Touristen im Jahr (2016) anlockt und damit bei den Besucherzahlen der Inseln an zweiter Stelle steht.
Hawaiʻi ist die größte und jüngste Insel des Archipels. Sie weist 11 der 13 Klimazonen der Erde auf. Die Gipfel des Mauna Kea – „weißer Berg“ – (4205 m) und Mauna Loa – „langer Berg“ – (4169 m) sind im Winter von Schnee bedeckt. Hier gibt es nur wenige weiße Sandstrände, die meisten Strände bestehen aus schwarzen Lavafragmenten. Die Insel Hawaiʻi liegt bei der Anzahl der Touristen mit 1,55 Millionen (2016) an dritter Stelle nach Oʻahu und Maui.
Kauaʻi ist Hawaiis älteste und grünste Insel, sie wird auch Garteninsel genannt. Die gezackten und üppig bewachsenen Klippen im Norden dieses Tropenparadieses stehen im starken Kontrast zu der trockeneren Westseite, die durch den Waimea Canyon geprägt ist. Der Großteil der Küste wird von ursprünglichen, feinen Sandstränden mit Korallenriffen umsäumt. Am eindrucksvollsten ist die entlegene „Nā Pali“ Küste und der dort verlaufende „Nā Pali Trail“ Wanderweg. Der Gipfel des Waiʻaleʻale (1569 m) ist als regenreichster Ort der Erde bekannt. Jurassic Park wurde auf dieser Insel verfilmt.
Lānaʻi ist mit 364 km² die kleinste der öffentlich zugänglichen Inseln Hawaiis und befindet sich zu 98 % im Privatbesitz von Larry Ellison. Der Spitzname Ananasinsel trifft jedoch seit einem Vierteljahrhundert nicht mehr zu, da dort bereits im Jahr 1992 der Ananasanbau eingestellt wurde.

### Verkehr

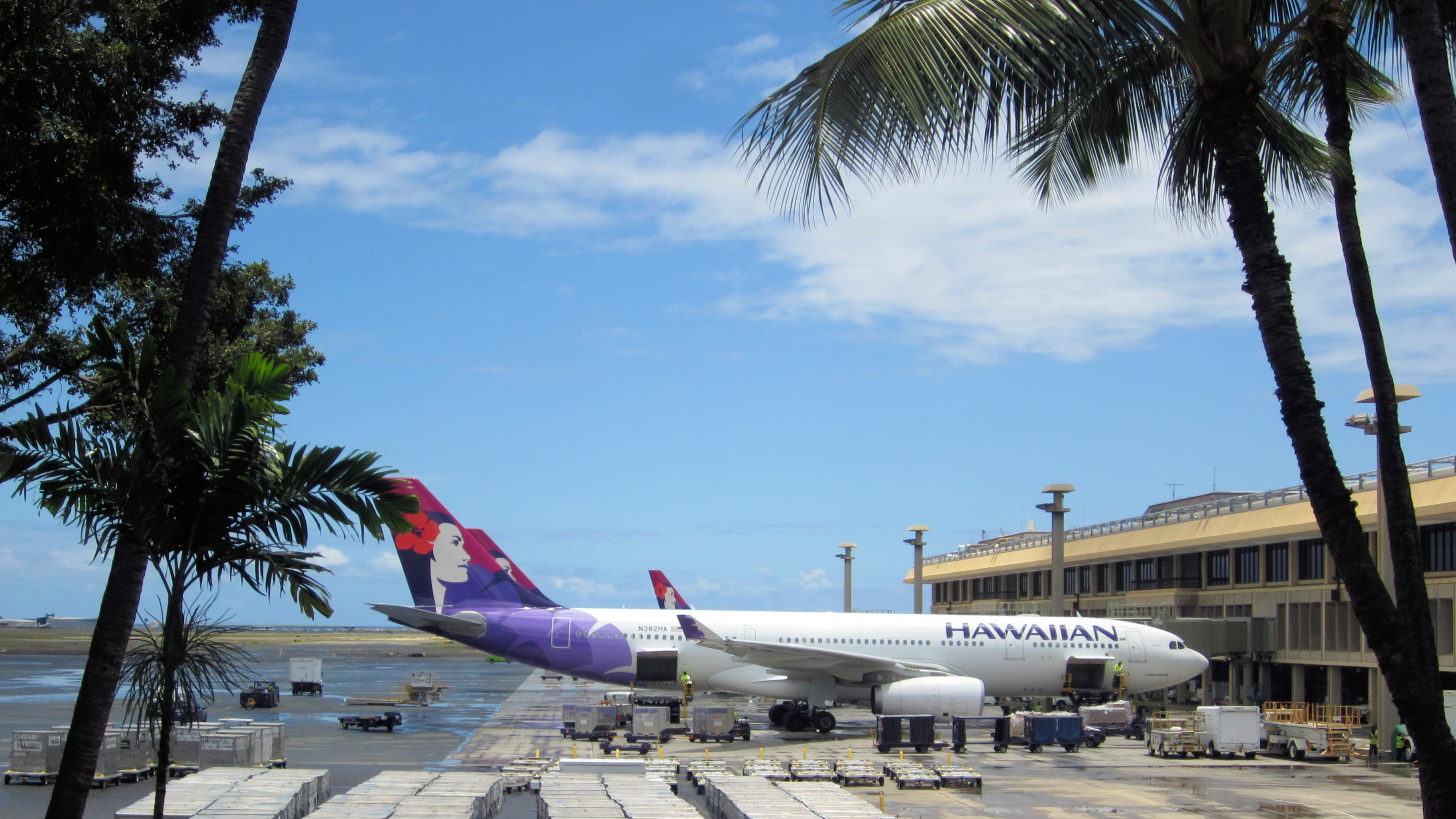
Eine Maschine der Hawaiian Airlines am Flughafen von Honolulu

Hawaii hat mit der in Honolulu beheimateten Hawaiian Airlines eine Fluggesellschaft, welche neben den Nachbarinseln auch Ziele in Nordamerika, Australien, Asien und im Pazifik anfliegt. Die aus Kailua-Kona operierende Mokulele Airlines bedient die Inseln Hawaiʻi, Oʻahu, Maui, Molokaʻi, Lānaʻi und einige Ziele in Kalifornien. Island Air verbindet Oʻahu mit Hawaiʻi, Maui und Kauaʻi. Eine direkte Flugverbindung von Hawaii nach Europa gibt es nicht. Fährverbindungen auf den Hawaii-Inseln bestehen nur zwischen Maui und Lānaʻi.
Ein öffentliches Bussystem gibt es auf den Inseln Oʻahu unter der Bezeichnung TheBus, Maui unter der Bezeichnung Maui Bus, Kauaʻi unter der Bezeichnung The Kauai Bus und Hawaii unter der Bezeichnung Hele-On Bus. TheBus bedient 93 Linien mit einer Flotte von 525 Bussen und wurde in den Jahren 1995 und 2001 von der American Public Transportation Association als bestes öffentliches Personennahverkehrssystem Amerikas ausgezeichnet. Maui Bus bedient zwölf Linien, The Kauai Bus neun Linien und Hele-On Bus 22 Linien.
Auf der Insel Maui gibt es im Westen die Lahaina, Kaanapali and Pacific Railroad, auch bekannt als Sugar Cane Train (Zuckerrohrbahn). Hierbei handelt es sich um eine circa zehn Kilometer lange, dampfbetriebene Touristenbahn.
In Honolulu besteht mit der Skyline seit 2023 eine meist als Hochbahn ausgeführte Metrolinie.

## Kultur
Hawaii gehört zum polynesischen Kulturraum. Die hawaiische Sprache (ʻōlelo Hawaiʻi) ist neben dem Englischen offizielle Sprache des US-Staates.
Da eine Schriftsprache erst im 19. Jahrhundert eingeführt wurde, kommt der Überlieferung in Erzählungen (mo'olelo), Gesängen (oli), Liedern (mele) und im Tanz (hula) eine besondere Bedeutung zu. Auch die Namen von Personen und Orten spielen eine wichtige Rolle für die Bewahrung von Traditionen.
Fischfang und Landwirtschaft waren in der hawaiischen Kultur hoch entwickelt. Die Nutzung der natürlichen Ressourcen war durch die Aufteilung der Inseln in einzelne Bereiche (ahupuaʻa) geregelt. Dabei ist die Verbindung zum Land (ʻāina) und der Respekt gegenüber der gesamten Natur besonders wichtig.
Die Grundlage des Zusammenlebens und der verschiedenen kulturellen Aktivitäten war die erweiterte Familie (ʻOhana). Hierzu gehört auch die Ehrung der älteren Generation und der Vorfahren (kupuna, Mehrzahl: kūpuna) sowie der als ʻaumākua (Einzahl: ʻaumakua) verehrten Familiengottheiten.

### Bildung
Im Jahre 1840 errichtete König Kamehameha III. ein staatliches Schulsystem, das sich an westlichen Traditionen orientierte. Mehr als 60 Jahre später folgten nach und nach die Gründungen mehrerer Universitäten: 1907 wurde die University of Hawaiʻi gegründet, 1955 die Chaminade University of Honolulu und 1965 die Hawaiʻi Pacific University.
Die bedeutendste staatliche Hochschule auf Hawaii ist mit rund 18.000 Studenten die University of Hawaiʻi at Mānoa. Außer dem Standort in Mānoa gehören zu dem University of Hawaiʻi System noch zwei andere Hochschulen sowie zahlreiche Community Colleges und Forschungsinstitute.

### Religion
Die ethnische Religion der indigenen Bevölkerung – die Hawaiische Religion – gehörte zu den relativ einheitlichen traditionellen polynesischen Religionen, die vor allem durch einen Ahnenkult, eine polytheistische Götterwelt mit einer hierarchischen Rangordnung – die die sozio-politischen Strukturen des vorstaatlichen Häuptlingstums widerspiegelte – sowie durch die beiden zentralen und verbundenen Begriffe Mana (durch Leistungen und Taten übertragbare transzendente Macht) und Tapu (unantastbar Heiliges oder Geweihtes, auf Hawaii Kapu, siehe auch Tabu) gekennzeichnet sind.
Die traditionelle Religion hat die Entdeckung des Hawaiʻi-Archipels durch Europäer im Jahre 1778 keine 50 Jahre überstanden. Bereits wenige Jahre nach den ersten Kontakten waren viele Tabus durch den Kontakt mit den Europäern erschüttert. Im Jahre 1819 wurde das wichtige Tabu, dass Frauen und Männer nicht gemeinsam essen dürfen, abgeschafft. Dies schwächte die traditionelle hawaiische Religion entscheidend. 1820 kamen christlich-evangelikale Missionare ins Land, die die Unterstützung eines Teils der Adelsklasse hatten. 1827 folgten katholische Missionare, danach Mormonen und Methodisten. 1862 lud König Kamehameha IV. auch die Anglikaner ein, auf Hawaii zu missionieren. Während der 1850er Jahre gelangten die drei chinesischen Religionen (Konfuzianismus, Daoismus, Buddhismus) auf die Inseln sowie bis zum Ende des 19. Jahrhunderts der Shintoismus und weitere buddhistische Schulen mit japanischen Einwanderern.
In dieser Zeit traten die meisten indigenen Hawaiier zum Christentum über und es wurden Verbote der alten Religion durch die eigene Regierung erlassen. Als Gegenbewegung trat 1868 die sogenannte Kaoni-Bewegung auf den Plan, die versuchte, christliche und traditionelle Glaubenselemente synkretistisch zu verschmelzen. Nach den laufenden Erhebungen des evangelikal-fundamentalistisch ausgerichteten Bekehrungsnetzwerkes Joshua Project sind 74 Prozent der indigenen Hawaiier Christen, 16 Prozent sind nicht-religiös und 10 Prozent bekennen sich zum traditionellen Glauben. Dies deckt sich in etwa mit den Angaben des Pew Research Centers (amerikanisches Meinungsforschungsinstitut), die für Native american religions auf Hawaii unter 1 Prozent (bezogen auf die Gesamtbevölkerung) ansetzen.
Die Web-Informationen der indigenen hawaiischen Unabhängigkeitsbewegung, das Wiedererstarken der spirituellen Ritualkultur Hoʻoponopono oder die Tatsache, dass sich Nachfahren der hawaiischen Herrscher- und Priesterklasse wieder öffentlich zu ihrer direkten Abstammung vom Kriegsgott Ku bekennen, zeigt, dass heute eine Revitalisierung der traditionellen Religion im Gange ist. (Dabei ist allerdings unklar, inwieweit es sich um überlieferte, synkretistische oder esoterisch veränderte Vorstellungen handelt.)
Bezogen auf die Gesamtbevölkerung Hawaiis ermittelte das Pew Research Center:
- 63 % Christen (davon rund 60 % Protestanten und 32 % Katholiken)
- 20 % ohne Zuordnung oder Bedeutung
- 8 % Buddhisten
- 5 % Agnostiker
- 2 % Atheisten
- 2 % Moslems, Hindus, Juden, Spiritualisten und Traditionelle (jeweils unter 1 %)

### Hoʻoponopono
Hoʻoponopono ist ein psycho-spirituelles Verfahren der alten Hawaiier zur Aussöhnung und gegenseitigen Vergebung, ein sanfter Weg zur Konfliktlösung einschließlich Lossprechung. Aber auch eine Philosophie und ein Lebensstil. Traditionelles hoʻoponopono wurde durch einen oder eine kahuna lapaʻau (Heilpriester) zur Heilung körperlicher und geistiger Krankheiten moderiert, vorwiegend mit Familiengruppen. Eine moderne, synkretistische Version wurde erstmals von Morrnah Simeona um 1976 vorgestellt, die der Einzelne allein durchführen kann.

### Hula

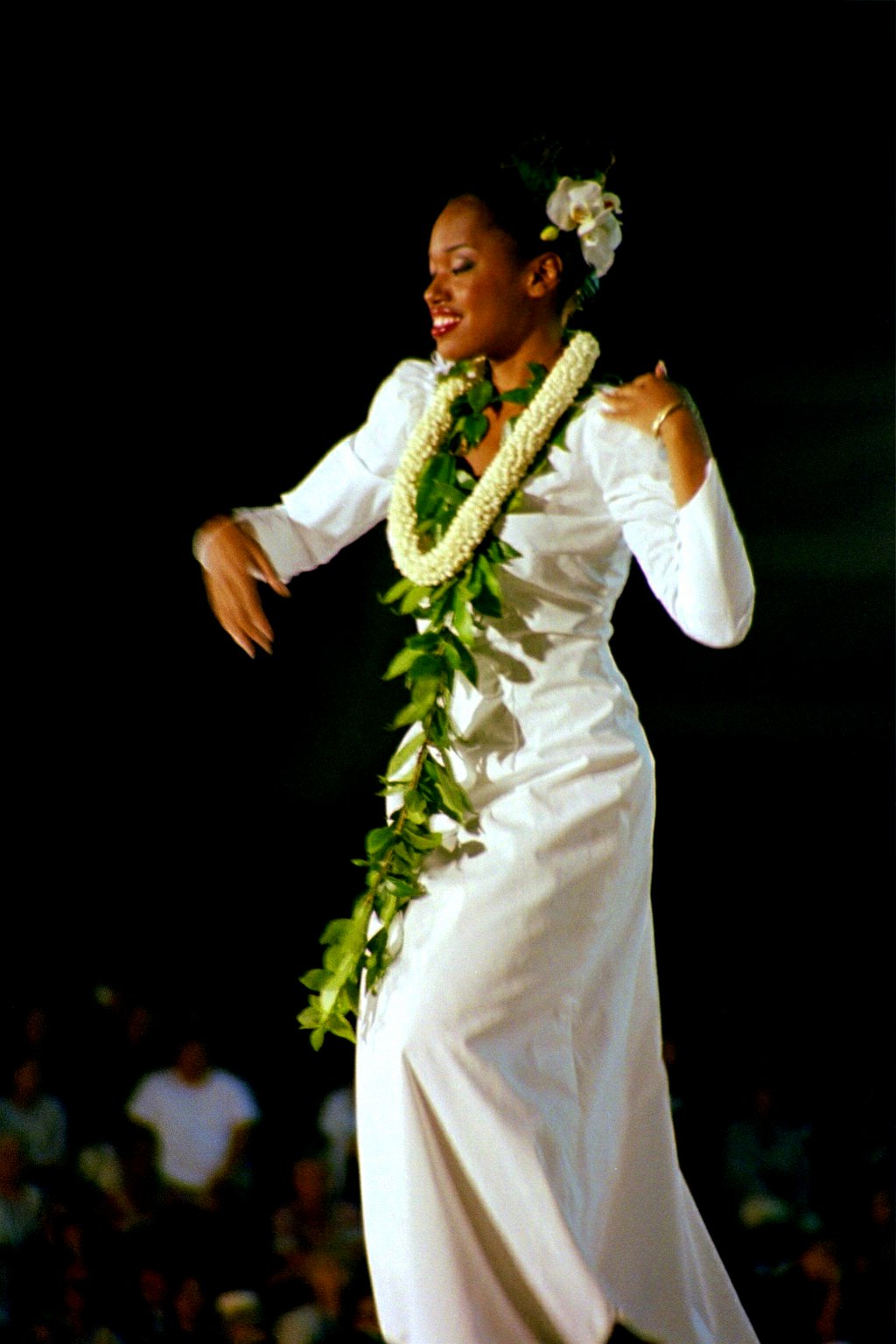
Hula-Tänzerin

Hula ist ein erzählender polynesischer Tanz.

### Kunsthandwerk
- Matten aus Tapa oder Lauhala
- Kunsthandwerk aus Holz

### Medizin
- Laʻau Lapaʻau

### Sport

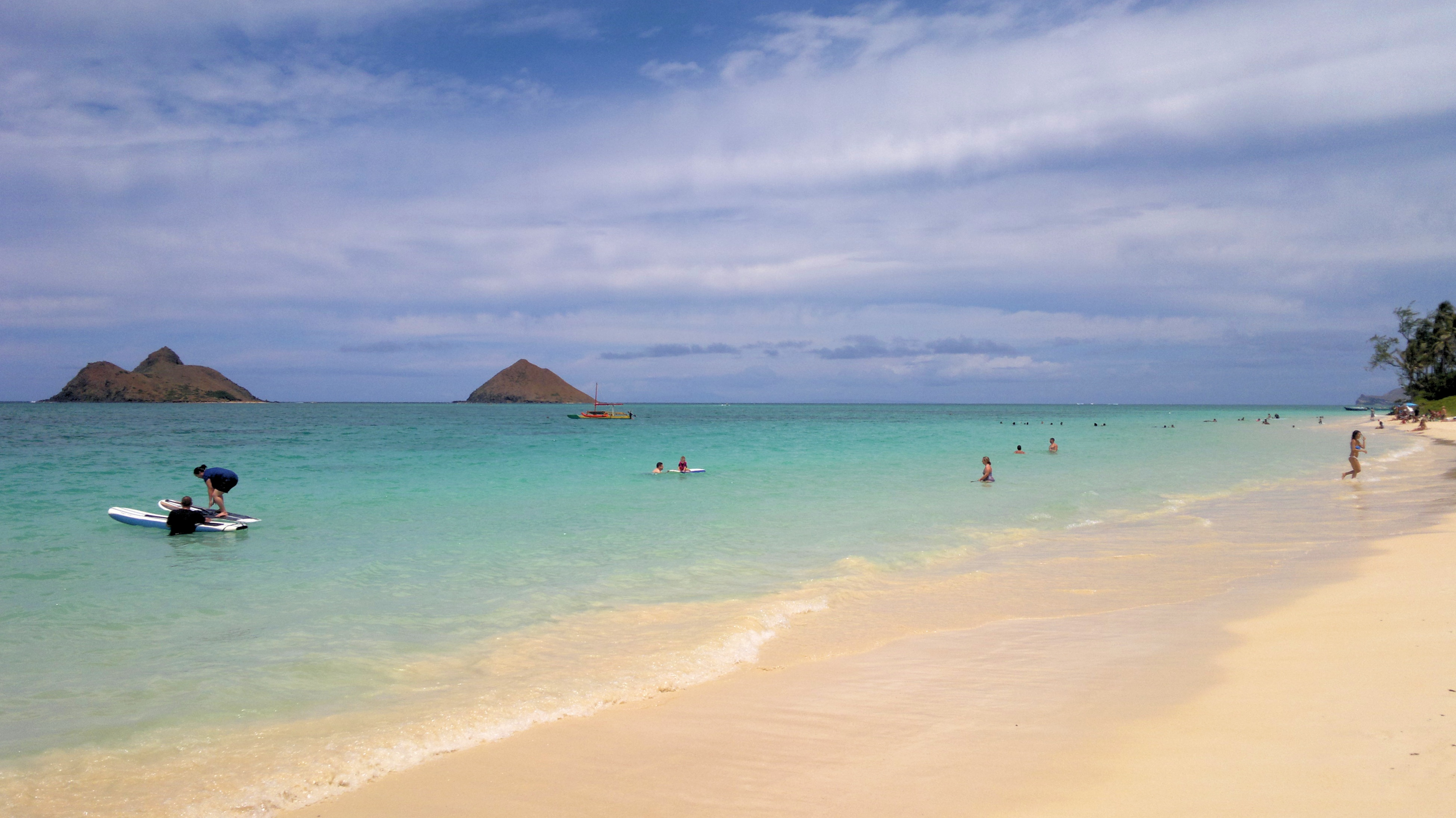
Wassersport am Lanikai Strand

- Wellenreiten (hawaiisch: heʻe nalu)
- Ironman Hawaii
- Auslegerkanu
- Molokai-Hoe-Regatta

### Essen
Eine etwa 800 n. Chr. durch die Polynesier entdeckte Grundzutat war die Nutzpflanze Taro, welche auch heutzutage noch in einigen Nationalgerichten Hawaiis wie etwa dem Poi verwendet wird und gerne mit Lomi-Lomi-Lachs gegessen wird. Zu weiteren typisch hawaiischen Gerichten zählen Ahi Poke (eine spezielle rohe Thunfisch-Speise) und Kālua Pig (ein gegartes Schwein aus einem Erdboden-Ofen, dem Imu).
Loco Moco ist ein Reisgericht hawaiischer Herkunft, das in zahlreichen Variationen vorkommt. Zur Erfrischung dient häufig Shave Ice. Hierfür wird Eis von einem großen Eisblock abgeschabt und mit verschiedenen Zuckersirups verfeinert und es wird auch manchmal mit einer Kugel Vanilleeis im Plastikbecher serviert.
Trotz ihres Namens sind Pizza Hawaii und Toast Hawaii keine hawaiischen Gerichte, sondern kanadische bzw. deutsche Erfindungen. Lediglich die Verfügbarkeit von Ananaskonserven zur Zeit des Wirtschaftswunders und die Verbindung dieser exotischen Frucht mit der Inselgruppe im Pazifik führten zu diesen Bezeichnungen.

### Naturparks
| Nationalpark                                                                                   | Lage                                                           | Ansicht |
| ---------------------------------------------------------------------------------------------- | -------------------------------------------------------------- | ------- |
| Haleakalā-Nationalpark - Hawaii - 1.513.182 Besucher (2004) - gegründet 1. Juli 1961           | Haleakalā-Nationalpark · Karte der Vereinigten Staaten         |         |
| Hawaiʻi-Volcanoes-Nationalpark - Hawaii - 1.162.032 Besucher (2004) - gegründet 1. August 1916 | Hawaiʻi-Volcanoes-Nationalpark · Karte der Vereinigten Staaten |         |

Auf Hawaii befinden sich drei National Monuments:
- Papahānaumokuākea Marine National Monument, das größte National Monument, wenn man die Meeresfläche voll anrechnet
- Teile des World War II Valor in the Pacific National Monuments, nämlich das USS Arizona Memorial und das USS Utah Memorial
- Honouliuli National Monument

Das Papahānaumokuākea Marine National Monument und der Hawaiʻi-Volcanoes-Nationalpark zählen zum Welterbe in den Vereinigten Staaten von Amerika. Der National Park Service führt des Weiteren sieben National Natural Landmarks für den Bundesstaat sowie einen National Historic Trail, den Ala Kahakai National Historic Trail (Stand 30. September 2017).

### Kulturdenkmäler

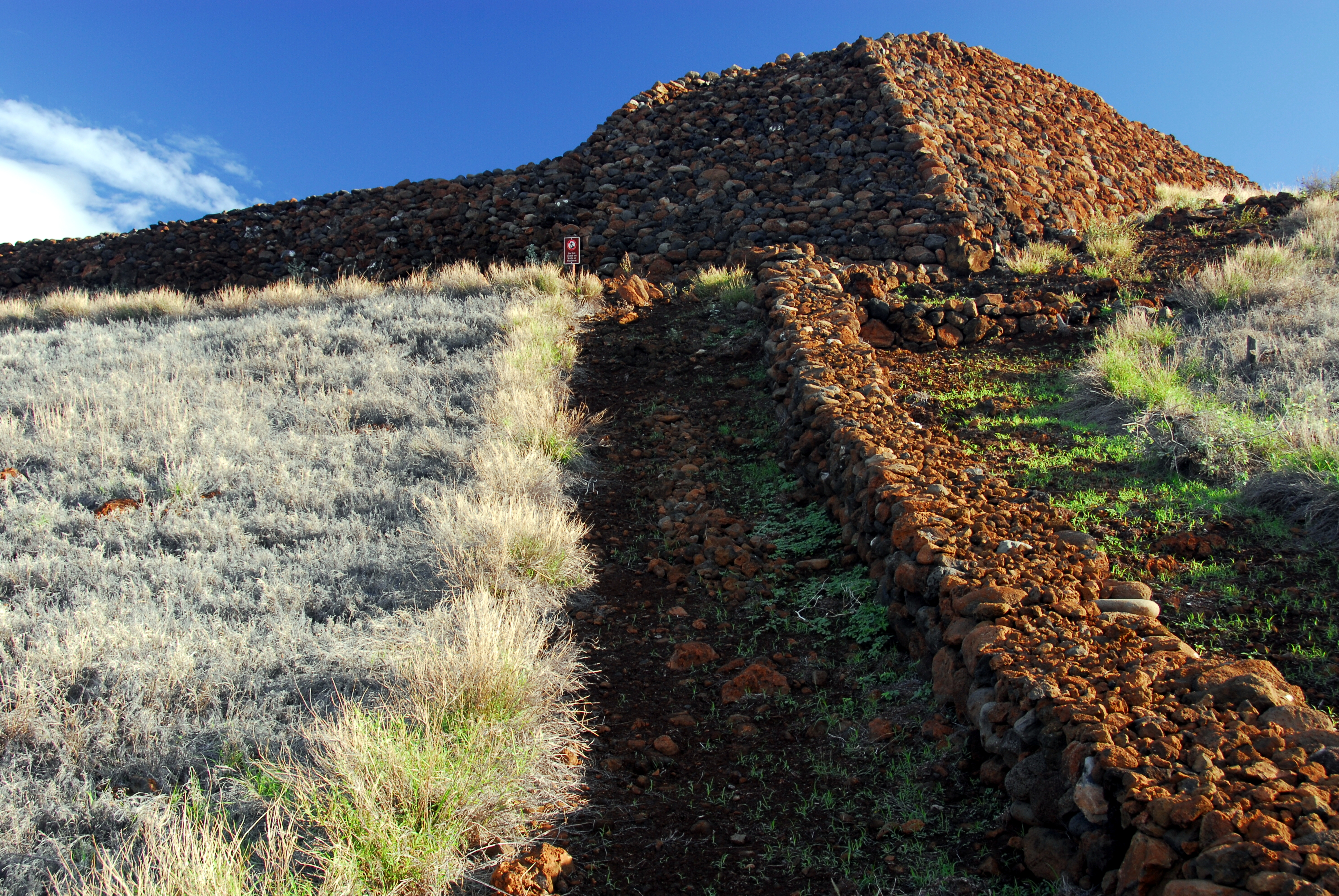
Puʻukoholā Heiau National Historic Site (2007)

In Hawaii liegen drei National Historical Parks und eine National Historic Site:
- Kalaupapa National Historical Park
- Kaloko-Honokōhau National Historical Park
- Puʻuhonua o Hōnaunau National Historical Park
- Puʻukoholā Heiau National Historic Site

Hinzu kommen 33 National Historic Landmarks sowie 356 Bauwerke und Stätten, die im National Register of Historic Places eingetragen sind (Stand 30. September 2017).

## Hawaii als literarischer Schauplatz

### Belletristik
Literarisch wurde die Geschichte Hawaiʻis in dem bekannten Roman von James A. Michener Hawaii verarbeitet. Mehrere Episoden aus der Geschichte Hawaiis thematisierte Jack London in seinen Südseegeschichten. Im Werk Mark Twains und Robert Louis Stevensons finden sich ebenfalls Spuren ihrer Aufenthalte auf den Inseln. Die US-amerikanische Schriftstellerin Ruth Tabrah machte die Inseln häufig zum Schauplatz ihrer Erzählungen und schrieb eine Geschichte Hawaiis.

### Film und Fernsehen

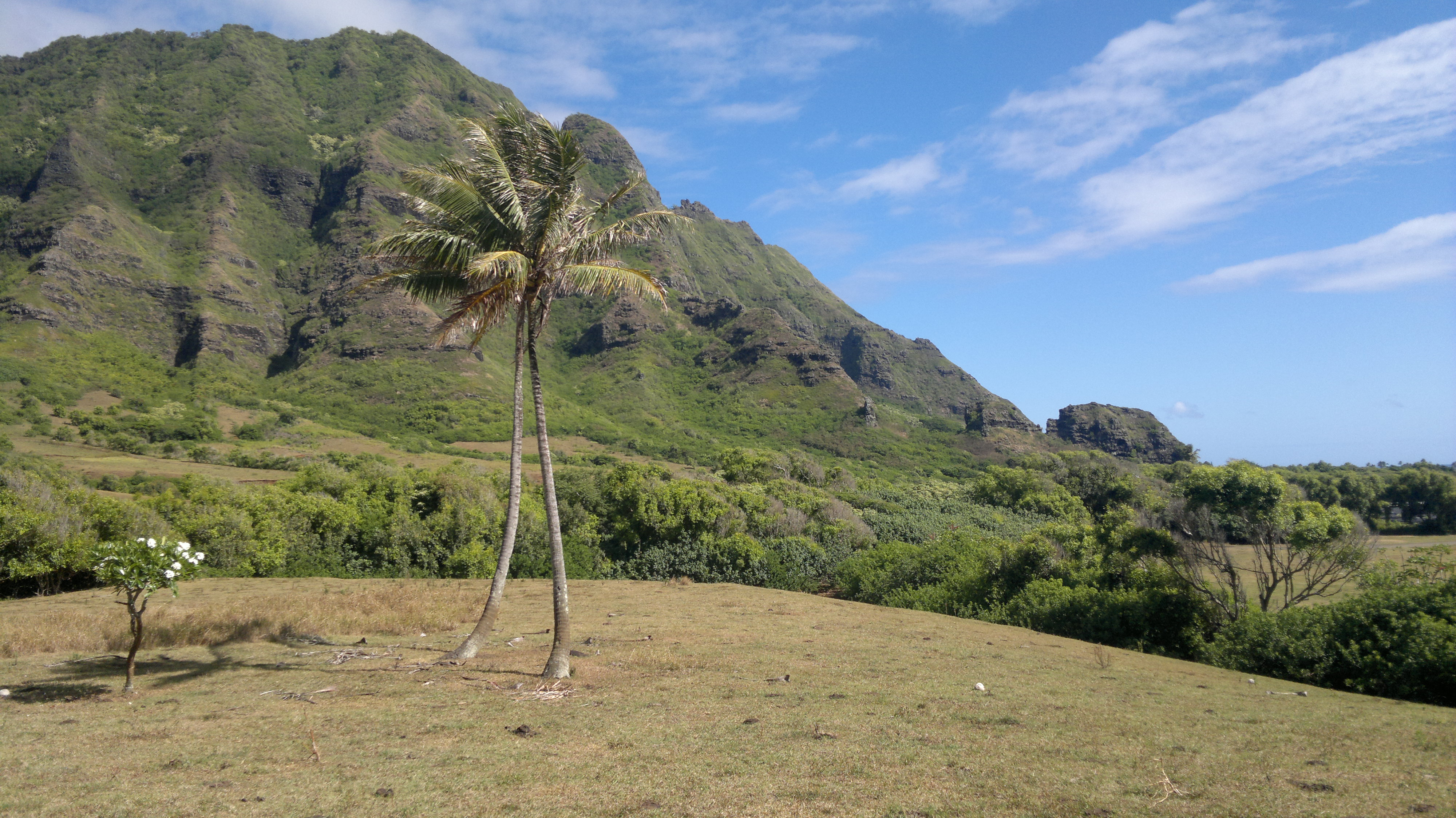
Kualoa Tal auf Oʻahu: Drehort zahlreicher Fernsehproduktionen, wie beispielsweise Godzilla und Lost

Hawaii ist beliebte Kulisse und war Drehort zahlreicher Filmproduktionen. Die Filmindustrie ist auch ein bedeutender Wirtschaftsfaktor. Im Jahr 2021 gab diese auf den Inseln über 500 Millionen US-Dollar aus. Hawaii verfügt als einziger US-Bundesstaat über ein staatliches Filmstudio, das Hawaii Film Studio.
Zu den wichtigsten Produktionen in Hawaii gehören:
- 50 erste Dates > Komödie > gefilmt 2004 auf Oʻahu/Hawaii
- Aloha Summer > Komödie > gefilmt 1988 auf Kauaʻi/Hawaii
- Baywatch – Die Rettungsschwimmer von Malibu > US-Fernsehserie > Seasons 1999–2001 gefilmt auf Oʻahu/Hawaii
- BEACH BOYS: 25 Years together > Concert am 12. Dez. 1986 Waikīkī Beach, Honolulu, Oʻahu/Hawaii
- Big Jim McLain > mit John Wayne > gefilmt 1952 auf Oʻahu/Hawaii
- Blaues Hawaii (Blue Hawaii) > mit Elvis Presley > gefilmt 1961 auf Hawaii & Kauaʻi
- Blauwasserleben > Drama > gefilmt auf Maui
- Chief of War, > Serie > 2025
- Das Paradies in uns > Fernsehdrama > gefilmt 2013 auf Maui
- Deadly Honeymoon > Drama > gefilmt 2010 auf Oʻahu/Hawaii
- Der König von Hawaii (Diamond Heat) > mit Charlton Heston > gefilmt 1963 auf Kauaʻi/Hawaii
- Dog – Der Kopfgeldjäger (seit 2004), Reality-Fernsehshow über einen Bounty Hunter und dessen Familie
- Die Hafenkneipe von Tahiti (Donovan’s Reef) > mit John Wayne, Lee Marvin > gefilmt 1963 auf Kauaʻi/Hawaii
- ELVIS: Aloha from Hawaii – Rehearsal Concert > am 12. Jan. 1973 > Convention Center, Honolulu/Oʻahu/Hawaii
- Aloha from Hawaii > am 14. Jan. 1973 > Convention Center, Honolulu/Oʻahu/Hawaii
- Nie wieder Sex mit der Ex (Forgetting Sarah Marshall) > Komödie > gefilmt 2008 auf Hawaii
- Verdammt in alle Ewigkeit (From here to Eternity) > mit Montgomery Clift, Burt Lancaster > gefilmt 1952 auf Oʻahu/Hawaii
- April entdeckt Hawaii (Gidget goes Hawaiian) > Komödie > gefilmt 1961 u. a. auf Oʻahu/Hawaii
- Girls! Girls! Girls! > mit Elvis Presley > gefilmt 1962 u. a. auf Hawaii
- Hawaii > mit Julie Andrews, Richard Harris, Gene Hackman > gefilmt 1966 u. a. auf Hawaii > Regie: George Roy Hill (nach dem Roman von James A. Michener)
- Herrscher der Insel (The Hawaiians) > mit Charlton Heston > gefilmt 1970 auf Kauaʻi/Hawaii > Buch: James A. Michener > Fortsetzung von Hawaii/1966
- Hawaii > US-Fernsehserie > gefilmt seit 2004 auf Hawaii
- Hawaii Fünf-Null > US-Fernsehserie mit Jack Lord > 1968–1980 auf Oʻahu/Hawaii
- Hawaii Five-0 > US-Fernsehserie > 2010–2020 auf Oʻahu/Hawaii, Neuauflage der Serie Hawaii Fünf-Null
- Hawaiʻi – Oʻahu – Maui – Kauaʻi > 5-teilige Doku a 45 Min. > 3-sat.de
- Hawaiian Heat > US-Fernsehserie > gefilmt 1984 u. a. auf Oʻahu/Hawaii
- Jurassic Park > Dir: Steven Spielberg > gefilmt 1993 auf Kauaʻi/Hawaii
- Meine erfundene Frau (Just go with it) > mit Jennifer Aniston und Nicole Kidman > gefilmt 2011 u. a. auf Kauaʻi & Maui/Hawaii
- Kona Coast > Drama > gefilmt 1968 auf Hawaii
- Lost > US-Fernsehserie > gefilmt 2004–2010 auf Oʻahu/Hawaii
- Magnum > US-Fernsehserie > gefilmt 1980–1988 auf Oʻahu/Hawaii
- Magnum P.I. (2018) > Ausstrahlung seit 2019, Drehort zu großen Teilen Honolulu
- North Shore > Spielfilm > gefilmt 1987 auf Oʻahu/Hawaii
- North Shore > US-Fernsehserie 2004–2005 gefilmt auf Hawaii
- One West Waikiki > US-Fernsehserie mit Cheryl Ladd > gefilmt 1994–1996 auf Oʻahu/Hawaii
- Unternehmen Seeadler (Operation Pacific) > mit John Wayne, Ward Bond > gefilmt 1951 auf Oʻahu/Hawaii
- Südsee-Paradies (Paradise Hawaiian Style) > mit Elvis Presley > gefilmt 1966 auf Hawaii & Kauaʻi
- Pearl > Fernseh-Mini-Serie mit Dennis Weaver, Robert Wagner > 1978 gefilmt auf Oʻahu/Hawaii
- Pearl Harbor > mit Ben Affleck > gefilmt 2001 u. a. auf Oʻahu/Hawaii
- Pearl Harbor > Dokumentation 2001, 225 Min., Revalation DVD
- Princess Kaiulani > Drama > gefilmt 2009 auf Hawaii
- Race the Sun – Im Wettlauf mit der Zeit > mit James Belushi, Halle Berry > gefilmt 1996 auf Oʻahu/Hawaii
- Ride the wild Surf > mit Fabian, Shelley Fabares, Barbara Eden (Jeannie) > gefilmt 1964 auf Hawaii
- Saved by the Bell: Hawaiian Style > Komödie > gefilmt 1992 auf Oʻahu/Hawaii
- Six Days in Paradise > mit David Carradine, George Kennedy > gefilmt 2010 auf Hawaii
- Soul Surfer > gefilmt 2011 u. a. auf Kauaʻi & Oʻahu/Hawaii > Drama über die Surferin Bethany Hamilton
- The Descendants – Familie und andere Angelegenheiten > Drama-Komödie > mit George Clooney > gefilmt 2011 auf Kauaʻi/Hawaii
- Hawaii Crime Story (The Big Bounce) > mit Morgan Freeman, Willie Nelson > gefilmt 2004 auf Hawaii
- Auf schrägem Kurs (The Wackiest Ship in the Army) > mit Jack Lemmon, Ricky Nelson > gefilmt 1960 auf Kauaʻi/Hawaii
- Tides of War > Drama > gefilmt 2005 auf Oʻahu/Hawaii
- Tora! Tora! Tora! (1970) > der Angriff auf Pearl Harbor
- Tropic Thunder > Actionkomödie > gefilmt 2008 u. a. auf Kauaʻi/Hawaii
- Tropical Passions > Drama > gefilmt 2002 auf Maui/Hawaii
- Wind on Water > US-Fernsehserie mit Bo Derek > gefilmt 1998 auf Hawaii
- Windtalkers > mit Nicolas Cage > gefilmt 2002 u. a. auf Oʻahu/Hawaii
- Video  Terra X: Hawaii – Feuerland im Nirgendwo (18. November 2012, 43 Min.) in der ZDFmediathek, abgerufen am 27. Januar 2014. (offline) (Themen: Geologie Hawaiis, Entstehungsgeschichte, Pflanzen- und Tierwelt)
- Terrace House: Aloha State (2016–2017)
- Navy CIS: Hawaiʻi (NCIS: Hawaiʻi) US-Krimiserie > 2021–2024
- Die Reimanns – Ein außergewöhnliches Leben > seit 2013 an der North Shore (Oʻahu) > die einzige in Hawaii gefilmte deutsche TV-Serie

## Umwelt

### Plastik- und Meeresverschmutzung
Hawaii ist besonders stark vom Plastikmüll betroffen, der durch Meeresströmungen aus dem gesamten Pazifikraum an die Strände gespült wird. Der „Great Pacific Garbage Patch“ sorgt dafür, dass riesige Mengen Plastikmüll an den hawaiischen Küsten landen, was Strände wie Kamilo Beach zu den am stärksten verschmutzten Orten der Welt macht.

### Abwasserverschmutzung
Rund 88.000 Senkgruben (Cesspools) leiten auf Hawaii täglich schätzungsweise 53 Millionen Gallonen unbehandeltes Abwasser in die Umwelt. Dies führt zu einer Belastung des Grundwassers und der Meeresumwelt, bedroht Korallenriffe und kann Krankheiten bei Menschen und Tieren verursachen. Der Austausch dieser Senkgruben durch moderne Abwassersysteme ist zwar gesetzlich vorgeschrieben, aber der Fortschritt ist langsam und technisch herausfordernd.

### Klimawandel und Meeresspiegelanstieg
Der Klimawandel führt zu einem steigenden Meeresspiegel, der insbesondere die flachen, nordwestlichen Inseln Hawaiis bedroht. Prognosen zufolge könnten bis zum Jahr 2100 bis zu 75 Prozent der Landfläche dieser Inseln verschwinden, was zum Verlust einzigartiger Lebensräume für seltene Tier- und Pflanzenarten führen würde. Extreme Wetterereignisse wie Dürren und Brände nehmen zu und gefährden die Ökosysteme sowie die Infrastruktur.

## Sonstiges
- Hawaii ist der gesündeste Staat der USA sowie der mit den glücklichsten Menschen,[89][90] und die Bevölkerung von Hawaii weist nach einer Studie der amerikanischen Gesundheitsbehörde CDC die höchste Lebenserwartung aller US-Bundesstaaten auf.[91]
- Die traditionellen Blumenkränze, die Gästen um den Hals gelegt werden, heißen Lei.
- Hawaii ist der einzige Staat der USA, in dem Kaffee angebaut wird (Kona-Kaffee). Die Anbaugebiete befinden sich an den Hängen von Hualālai und Mauna Loa an der namensgebenden Kona-Küste der Insel Hawaiʻi, sowie im Süden der Insel Kauaʻi. Auch in der Nähe von Kāʻanapali auf Maui wird Kaffee angebaut.[92]
- Hawaii ist der einzige Staat der USA, in dem Ananas und Bananen angebaut werden.
- Hawaii ist der einzige Staat der USA mit einem Königspalast (ʻIolani-Palast).
- In der Top-10-Liste aus dem Jahr 2015 der schönsten Sandstrände der USA des bekannten Strandtesters Stephen Leatherman alias Dr. Beach findet sich der Waimanalo Beach auf der Insel Oʻahu auf dem ersten Platz sowie Hamoa Beach auf der Insel Maui auf dem vierten Platz. Von den 22 Siegern der vorangegangenen Jahre waren es zwölfmal Strände in Hawaii.[93]
- Auf der Insel Hawaii wird in 4200 Meter Höhe auf dem Gipfel des Mauna Kea mit dem Mauna-Kea-Observatorium eine der bedeutendsten Sternwarten betrieben.
- Auf Hawaii gibt es keine giftigen Schlangen.
- Hawaii hat die höchsten Hauspreise und die höchste Obdachlosenquote pro Kopf aller US-Bundesstaaten.[94][95][96] Das größte Obdachlosencamp Hawaiis befindet sich in Waiʻanae auf Oʻahu.[97]
- Der Asteroid des äußeren Hauptgürtels (48575) Hawaii ist nach Hawaii benannt.
- Hawaii war der erste US-Bundesstaat, der (2015) per Gesetz festlegte, 100 % seiner Elektrizität aus erneuerbaren Energien zu erzeugen. Das Ziel soll bis 2045 erreicht werden.[98]